# Пикториализм

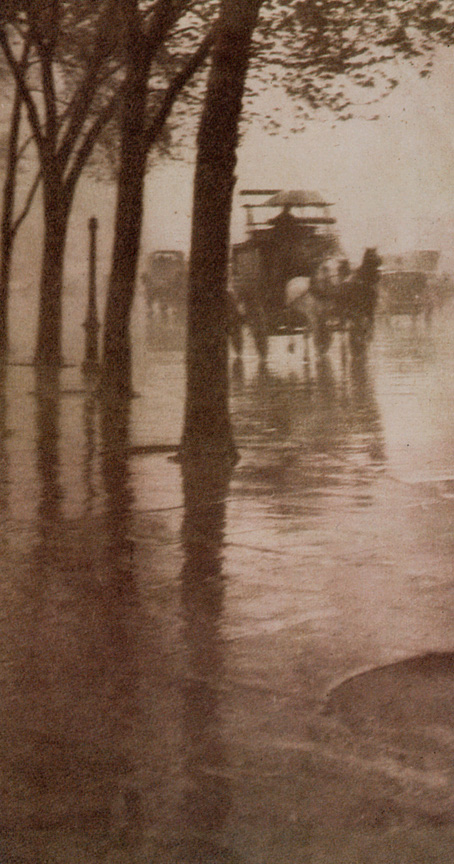
Альфред Стиглиц. Весенний дождь, 1902, Camera Notes, 1902, Vol 5 No 3.

Пикториали́зм (англ. pictorialism от pictorial «живописный») — течение в европейской и американской фотографии второй половины XIX — начала XX вв. Подразумевает использование изобразительных и технических приёмов, сближающих фотографию с живописью и графикой таких направлений, как импрессионизм, символизм, модерн, живопись прерафаэлитов и др.

## Общая характеристика

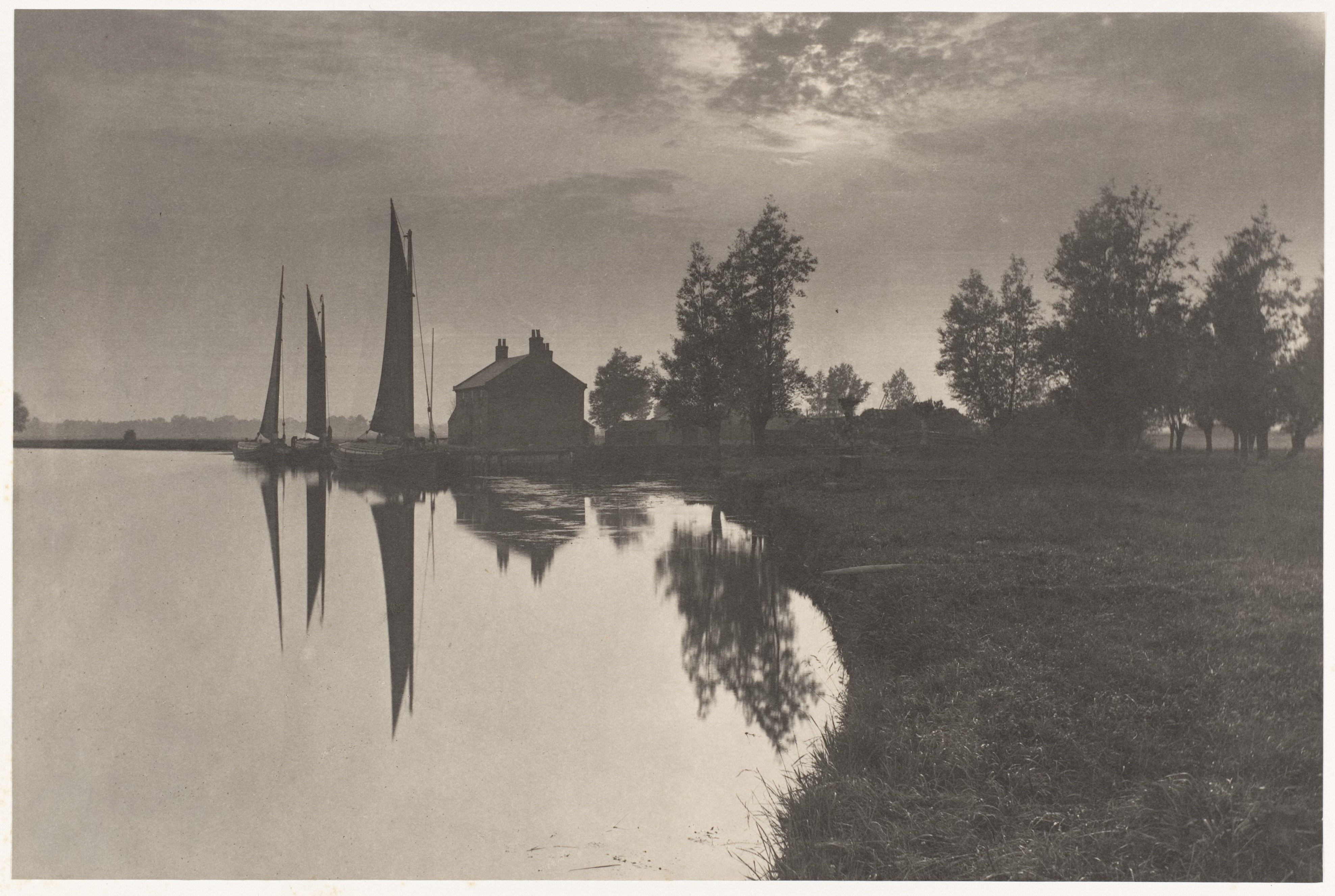
Питер Генри Эмерсон. Лодки, ожидающие прилива. 1886. Музей Метрополитен, Нью-Йорк.

Пикториализм — интернациональное художественное течение, сформировавшееся во второй половине XIX века и просуществовавшее до 1920-х — 1930-х годов. Определение его хронологии напрямую связано с пониманием термина, который используют для обозначения исторических, визуальных и технологических аспектов фотографии. Понятие является общепринятым и для обозначения периода второй половины XIX — начала XX века в фотографии. Также используется для обозначения условного набора технических приёмов (мягкий фокус, специфические методы печати и т. д.) или для описания характерного визуального эффекта, связанного с живописью символизма и модерна. Шире термин «пикториализм» используется для обозначения сходства с живописными произведениями в целом.
Описание и представление пикториальных методов связывают с докладом и статьёй Питера Генри Эмерсона «Фотография, пикториальное искусство», опубликованной в 1886 году в журнале The Amateur Photographer. Эмерсон исходил из теории немецкого физика Германа фон Гельмгольца, который утверждал, что человеческий глаз обладает свойством фокусно воспринимать только центр предмета, оставляя периферию размытой. Эта физическая теория была положена в основу нового фотографического метода.

## Идея и концепция

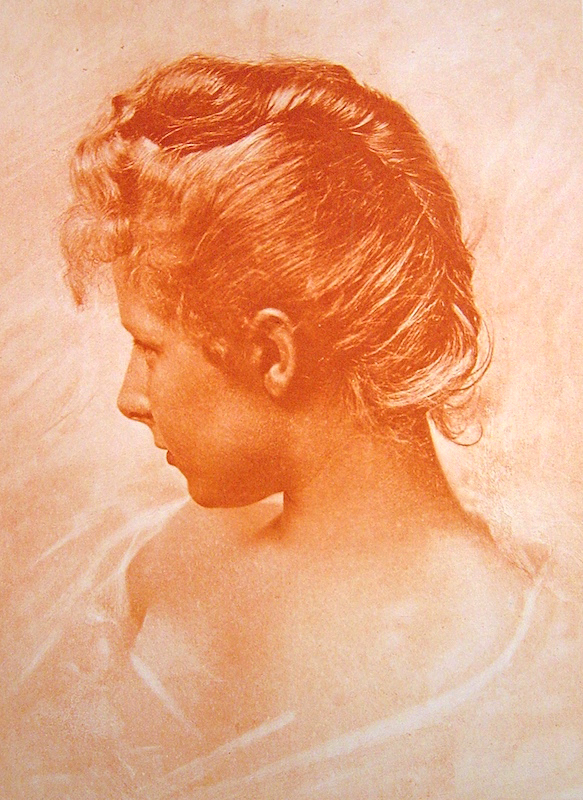
Робер Демаши. Примавера. 1896. Опубликована в книге Роберта де Ла Сизеранне «Является ли фотография искусством» в 1899 году.

Использование пикториальной программы было одним из способов продемонстрировать близость кадра и живописи — это сходство считалось инструментом поддержания художественного статуса фотографии. Пикториализм сыграл важную роль в признании фотографии художественной формой. Буквальное сходство с живописными произведениями сделало возможным появление фотографических кадров в музейных залах и галереях, что, по мнению американского исследователя Розалинды Краус, было равносильно включению фотографии в сферу искусства. Пикториализм не только повлиял на восприятие фотографии, сделанной с использованием определённых технических приемов, но и изменил статус фотографии в целом.
В статье «В чём разница между хорошей и эстетической фотографией» (1899 год) французский фотограф Робер Демаши отмечал, что, появившись в середине XIX века, снимок неизбежно использует те художественные приёмы и методы, которые сформировались в живописи на протяжении предшествующих столетий. Поэтому, полагал он, у фотографии нет другого выхода, кроме как использовать художественный опыт предшествующей живописной традиции. Демаши замечал: «… мы приобщились к правилам гораздо более древним, нежели даже самые старые формулы нашего химического ремесла. Мы просочились в Храм Искусства через боковую дверь и оказались в толпе тех, кто уже принадлежит этой религии».
Пикториализм как художественный метод получил распространение во второй половине XIX века. Прежде всего, он был ориентирован на художественный почерк символизма и отчасти — на художественную доктрину Джона Рескина. Обращение к миру воображаемого, использование многозначительных образов и неопределённого смысла воспринимались как условие художественного и принадлежности к сфере искусства. Наиболее важными ориентирами для пикториальной фотографии были работы таких художников как Джеймс Уистлер и Арнольд Бёклин.

## Пикториализм: проблема термина
В 1869 году английский фотограф Генри Пич Робинсон опубликовал книгу под названием «Пикториальный эффект в фотографии». Появление этой работы стало одним из первых примеров использования термина «пикториализм». В то же время Робинсон не ограничивал понятие «пикториализм» внешним сходством с картиной, или полагал, что «пикториальный» или художественный эффект в фотографии ограничивается не только этим. Робинсон считал фотографию средством художественного выражения и обращал внимание на то, что фотографы должны использовать те же методы, что и художники Возрождения (Леонардо да Винчи, Рафаэль Санти, Джованни Беллини) — он полагал, что фотографы должны обращаться к природе, к действительности и стремиться обнаружить её художественное начало. Это «естественное» начало фотографии, обнаруживающее свои параллели в классической живописи, Робинсон называл пикториальным эффектом фотографии . При этом он ориентировался на эффект кьяроскуро — тональной светотени, восходящей в своей традиции к живописи Ренессанса.

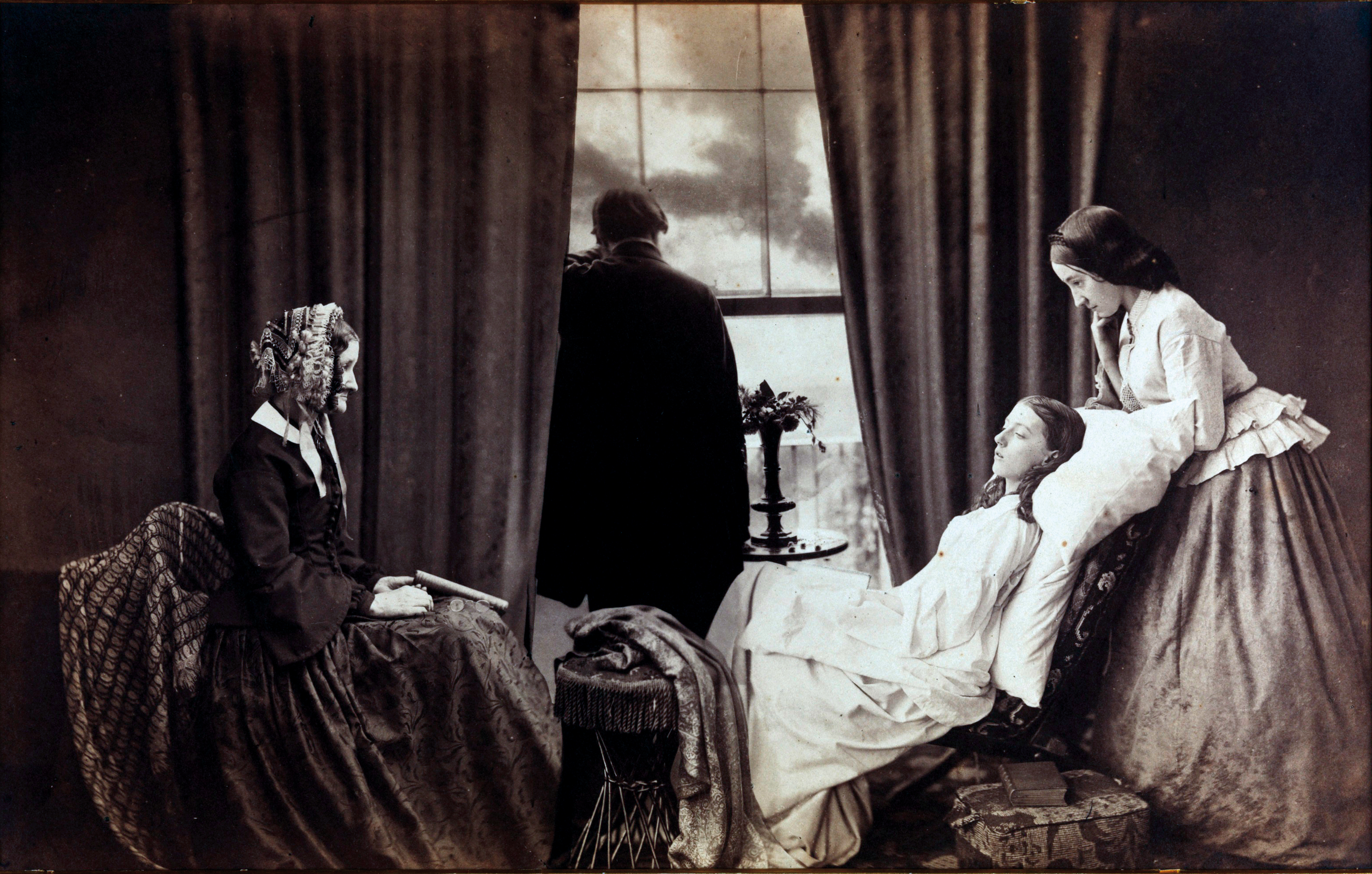
Генри Пич Робинсон. Увядание. 1858. Комбинированная печать. Королевское фотографическое общество.

Сам Генри Пич Робинсон создавал свои фотографии как сложные многофигурные композиции, отпечатывая каждый объект с отдельного, специально подготовленного негатива. Фотографии Робинсона повторяли мизансцены картин — но при этом речь шла об использовании принципов, тем и композиций живописного реализма или исторической живописи. Робинсон полагал, что создаёт художественную фотографию на основании того, что его работы обладали буквальным сходством с живописными произведениями и сознательно имитировал на своих фотографиях классические (а не символистские или импрессионистические) изобразительные мизансцены. Импрессионизма и символизма на тот момент фактически не существовало — первая импрессионистическая картина «Впечатление. Восход солнца» Клода Моне будет написана только в 1872 году.

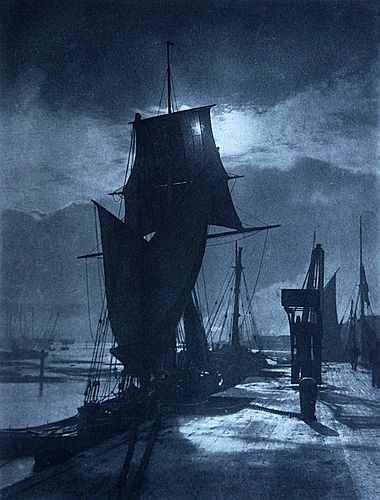
Фрэнк Мидоу Сатклифф. Без названия, 1889

В 1892 году Робинсон создал общество фотографов The Linked Ring с целью пропаганды и развития искусства фотографии. The Linked Ring или The Brotherhood of the Linked Ring (рус. Сомкнутое кольцо / рус. Братство Сомкнутого кольца) — одна из первых организаций пикториалистов. Эта группа пикториалистов возникла внутри Лондонского фотографического общества, но вышла из него в 1891, а организационно оформилась в 1892 году. Активным участником движения пикториалистов был Фрэнк Мидоу Сатклифф, который представлял свои снимки на ежегодном фотосалоне общества Linked Ring с 1893 по 1904 год.
Противоречие между живописной и натуралистической основой фотографии возникает и в определениях Питера Генри Эмерсона. Также как в статье «Фотография, пикториальное искусство» (1886 год), в своей книге «Натуралистическая фотография» (1889 год) он настаивает на близости фотографии и живописи, говорит о сходстве задач и художественных методов. При этом, рассматривая художественные амбиции фотографии, Эмерсон говорит о близости природе как одном из главных критериев художественности . Ссылаясь на опыт Ренессанса и Античности, Эмерсон пишет о том, что прототипом искусства всегда была природа. Это несколько меняет представление о пикториализме, который принято рассматривать движением, сосредоточенном исключительно на копировании искусства.
Сам термин «пикториализм» в большей степени используется применительно к фотографиям символистского и импрессионистического толка. Примером классического пикториализма принято считать фотографии, инициированные деятельностью Фото-Сецессиона или совпадающие с ними по стилю и визуальным приёмам — как, например, русский пикториализм, связанный с интернациональной практикой, но развивавшийся как автономная система.

## Пикториализм: хронология и возникновение

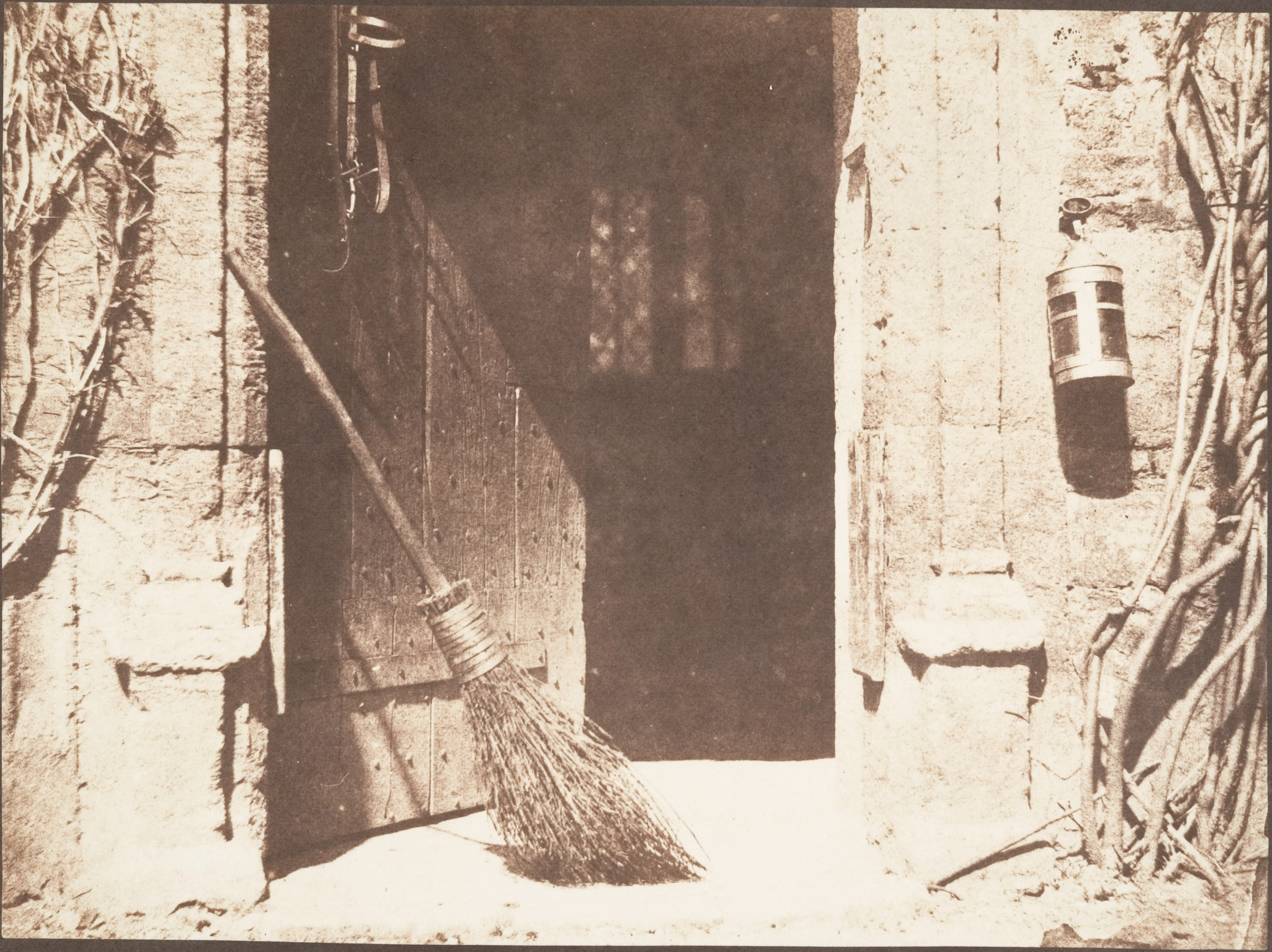
Уильям Генри Фокс Тальбот. Открытая дверь. Фотография из книги «Карандаш природы». 1844.

Идея соединения фотографии и живописи возникла в момент изобретения фотографии и стала одним из аргументов распространения новой техники. В 1844 году в книге «Карандаш природы» Уильям Генри Фокс Тальбот говорил о возможности создавать живописный эффект фотографическими методами. Он считал стремление к живописной красоте одной из главных задач фотографии. В пояснении к своей фотографии «Открытая дверь» он замечает, что одна из особенностей фотографии — способность повторить рисунок художественного произведения при помощи новой техники. Тальбот полагал, что фотография с лёгкостью воспроизводит сюжеты голландской школы живописи и может использовать её мизансцены, приёмы и принципы. Исследователи обращают внимание, что фотография возникла из стремления передать живописную идею красоты фотографическими методами, из попытки повторить рисунок и картину посредством фотографии. Также Тальбот говорил о том, что именно стремление к живописному эффекту подтолкнуло его к изобретению фотографии.
Одну из причин возникновения пикториальной фотографии исследователи усматривают в преодолении её утилитарного смысла. Начиная с Дагера, основной областью применения фотографии был портрет, который заменил собой рисованную миниатюру. Условием первых коммерческих изображений было достижение отчётливого фокусного изображения. Фактически, эта цель была достигнута после изобретения стеклянного негатива Фредериком Скотом Арчером в 1851 году и сокращения времени выдержки в 1880-е годы. Важной датой стал 1888 год — момент появления серийной любительской камеры Kodak, которая позволяла массово делать отчётливые кадры. Её распространение проходило под лозунгом «Вы нажимаете на кнопку — мы делаем всё остальное». Стандартная фокусная фотография с этого момента стала широко распространённым явлением. По мере того, как чёткое изображение становится технически легко доступным, фотографы проявляют всё больший интерес к не-натуралистическим фотографическим эффектам.

## Основные этапы

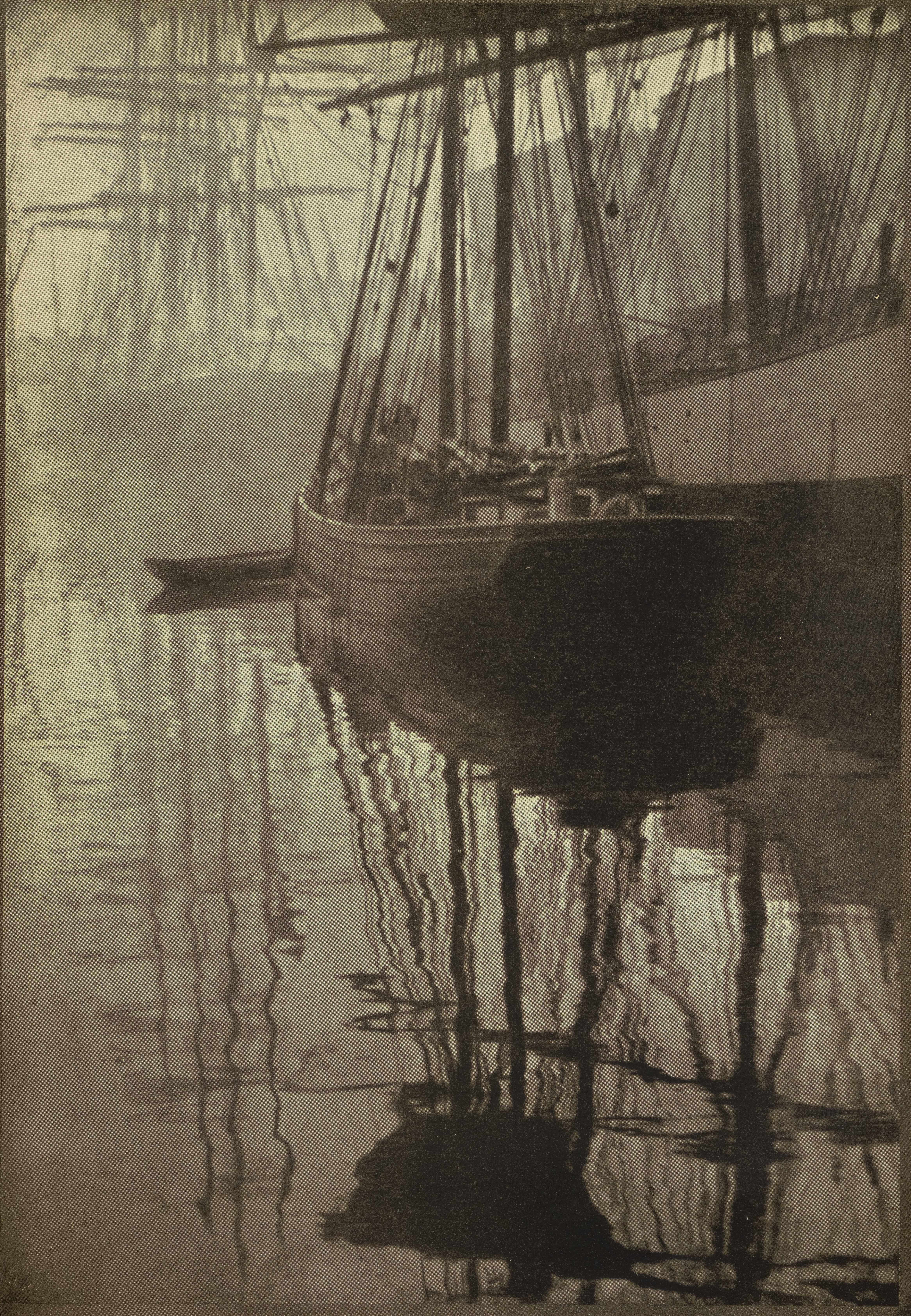
Алвин Лэнгдон Кобурн. Паутина. Опубликовано в журнале Camera Work, No 21, 1908.

Классическим периодом пикториализма принято считать отрезок с 1885 по 1915 год. Исчезновение пикториальной фотографии связывают с развитием фотографического модернизма, где предпочтение отдавалось чёткому фокусному изображению. После 1920 года интерес к пикториальной программе (мягкий фокус, размытый кадр) заметно снизился — одновременно с возникновением целого ряда новых изобразительных течений, ориентированных, прежде всего, на радикальную идеологию модернизма. Для многих фотографов переход от пикториального изображения к чёткому кадру стал не только изменением изобразительного стиля, но и показателем смены идеологической программы.
Исследователи по-разному разграничивают основную хронологию течения. Тем не менее, они сходятся на обозначении трёх основных периодов развития пикториализма.
- Ранний пикториализм: 1860—1870 годы. Связан с развитием британской фотографии и с распространением идей Джона Рескина. Находит свои параллели в живописи прерафаэлитов.
- Классический пикториализм: 1880—1915. Связан с распространением импрессионистического эффекта в фотографии. Этот период связан с деятельностью группы «Связующее кольцо» в Великобритании, основанием Фото-Сецессиона в Нью-Йорке и изданием журнала Camera Work. Классический пикториализм связан с такими именами как Альфред Стиглиц, Алвин Кобурн, Робер Демаши и др.
- Поздний пикториализм: 1915 — вторая половина 1920-х годов. Период характеризует падение интереса к пикториальным эффектам, его замена новыми техниками. Пикториальные приёмы сохраняются в области салонной, любительской и модной фотографии[38].

## История

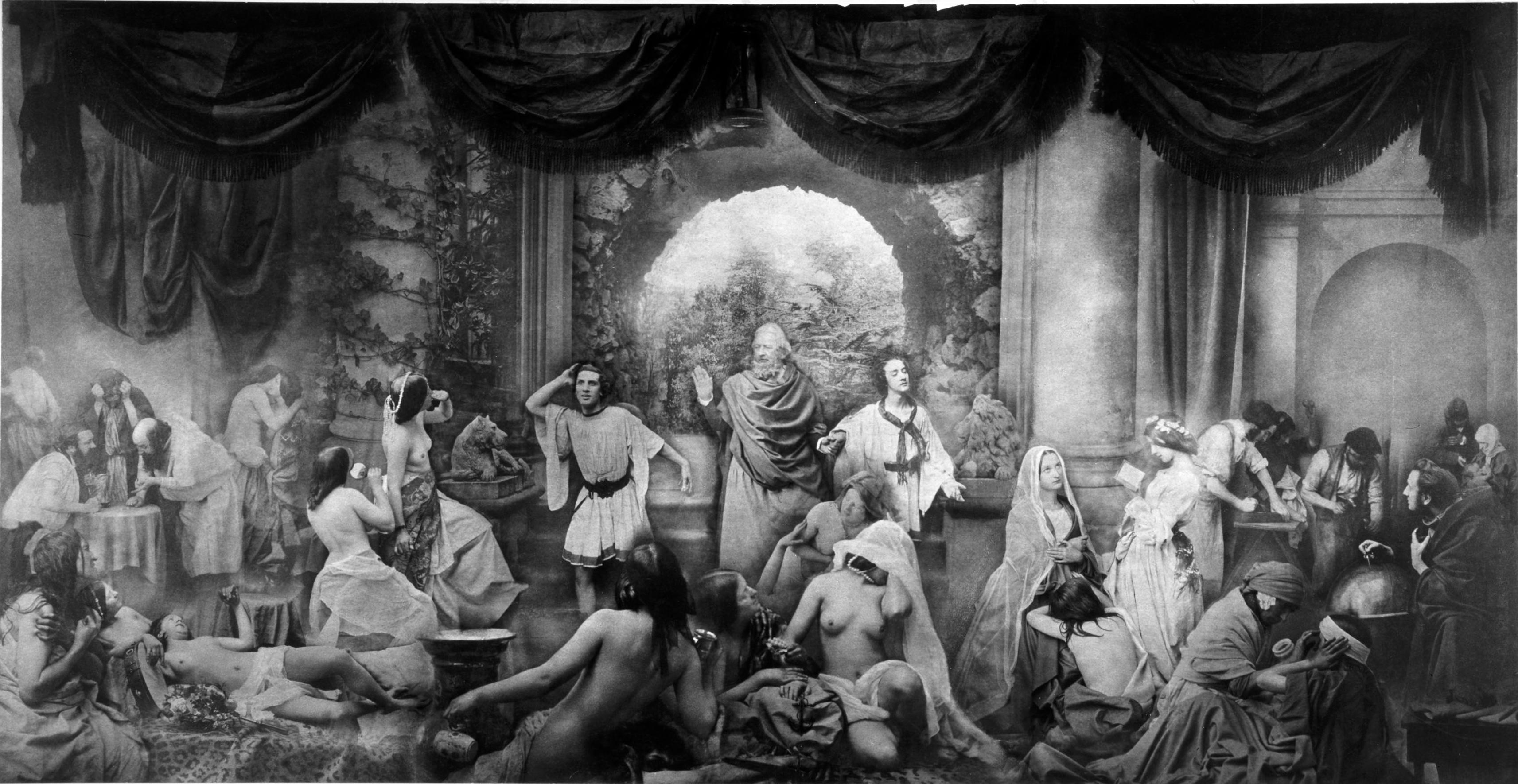
Оскар Рейландер. Два образа жизни. 1857.

#### Пикториализм, живопись прерафаэлитов и круг Рескина
Пикториализм в своих ранних формах представлен в работах таких фотографов как Генри Пич Робинсон, Оскар Рейландер, Джулия Маргарет Камерон и другие. Пикториальная фотография 1850-х — 1870-х годов была ориентирована на две основных традиции: академическую живопись и работы прерафаэлитов. В рамках академической программы были созданы такие снимки как «Увядание» Робинсона (1858) и «Два образа жизни» Рейландера (1857). Эти изображения носили назидательный характер.
Другим важным ориентиром ранней пикториальной фотографии была живопись прерафаэлитов — их изобразительная система оставалась не только живописным, но и интеллектуальным стандартом[для кого?] на протяжении второй половины XIX столетия. А основой живописного вкуса прерафаэлитов была классическая живопись, которая одновременно являлась еще одним ориентиром пикториалистов.

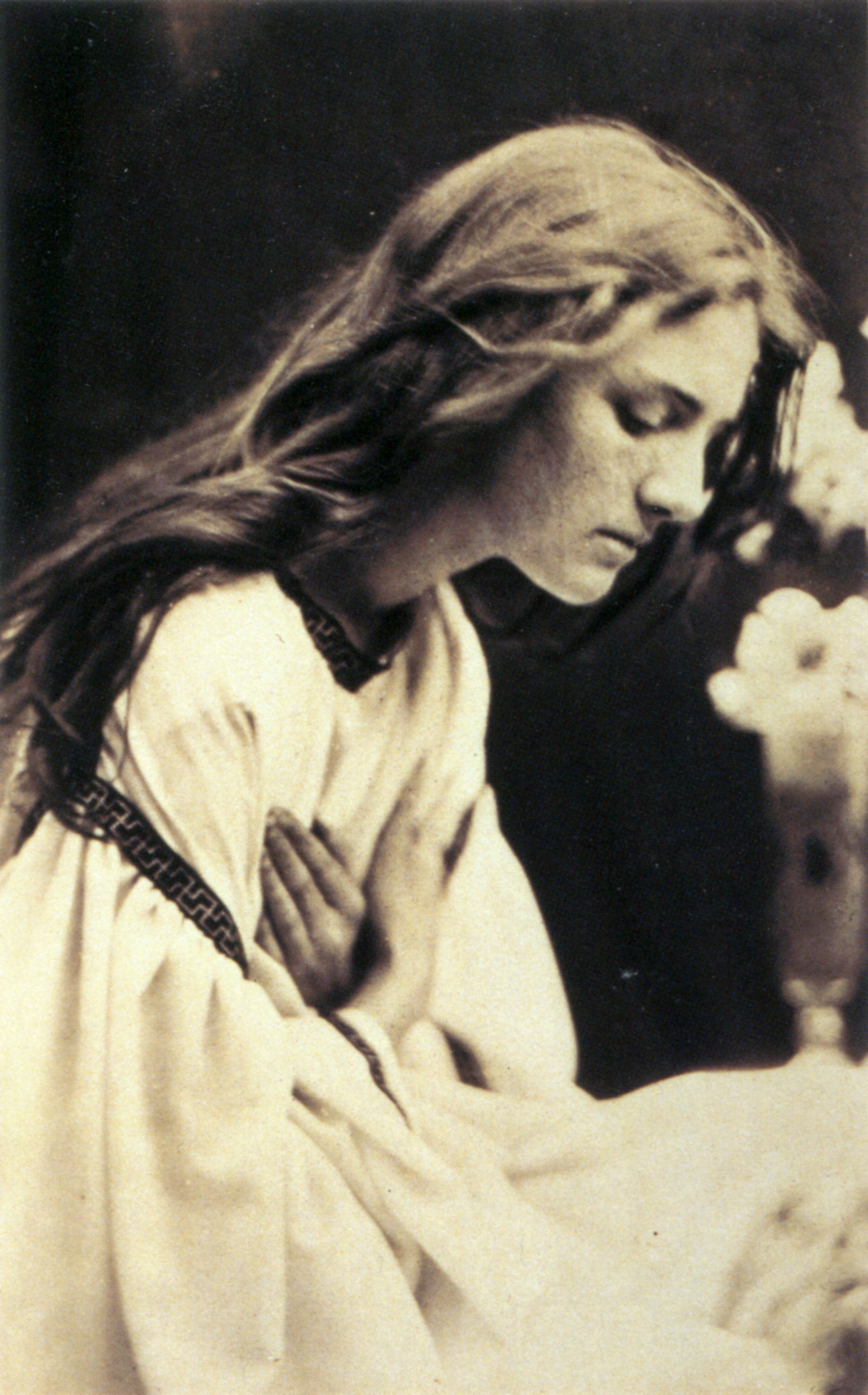
Джулия Маргарет Камерон. В манере Перуджино. 1865.

Принципиальное значение для фотографии и художественной доктрины XIX века в целом имела деятельность Джона Рескина, который сформулировал новую идею художественного эстетизма. Концепция и художественная практика раннего пикториализма опиралась на идеи Рескина. Интерес к новой фотографии сформировался в близком кругу Рескина — он сам также занимался фотографической практикой. Занятие фотографией было распространено и в кругу прерафаэлитов . Известная фотографическая серия по мотивам картин Данте Габриэля Россетти была создана Джоном Робертом Парсонсом в 1865 году. Главным героем этих фотографий была муза и модель Джейн Моррис.
Важным примером раннего пикториализма являются фотографии Джулии Маргарет Камерон. Будучи непосредственно связанной с кругом прерафаэлитов, поддерживая дружеские отношения с Альфредом Теннисоном и Льюисом Кэрролом, Камерон создала серию театрализованных портретов, в которых были использованы мотивы живописных и литературных произведений. Одной из самых известных её работ являются иллюстрации к поэме Альфреда Теннисона «Королевские идиллии».
Для раннего периода пикториальной фотографии важно преимущество практики. Первые фотографии в пикториальном духе — фотографии, воспроизводящие картины или имитирующие их стиль возникли ещё в 50-е годы XIX века. Кадры, последовательно имитирующие живописные произведения, появились за несколько лет до возникновения термина «пикториализм». Они обозначили ситуацию, когда художественный метод сложился раньше теоретической программы.

#### Льюис Кэрролл и фототография
Под сильным влиянием пикториализма находился Льюис Кэрролл, посвятивший фотоискусству двадцать четыре года своей жизни, однако в некоторых его фотографиях сквозит ирония над основными принципами пикториализма, как на фотографии «Святой Георгий и Дракон» из собрания музея Метрополитен.

#### Пикториализм около 1880—1910 годов
Классическая пикториальная фотография рубежа XIX—XX веков была ориентирована на живописные приёмы импрессионизма и символизма. На рубеже веков пикториализм был широко распространён как в Европе и в Америке, так и в России. С точки зрения художественной принадлежности и качественных оценок пикториализма, принципиальное значение имеют несколько моментов. Классический пикториализм, при всём своём идиллическом характере, был ориентирован на актуальный на тот момент художественный метод. Ориентирами для пикториализма становятся живописные работы Уистлера и Бёклина, которые в тот период были создателями современной художественной системы.

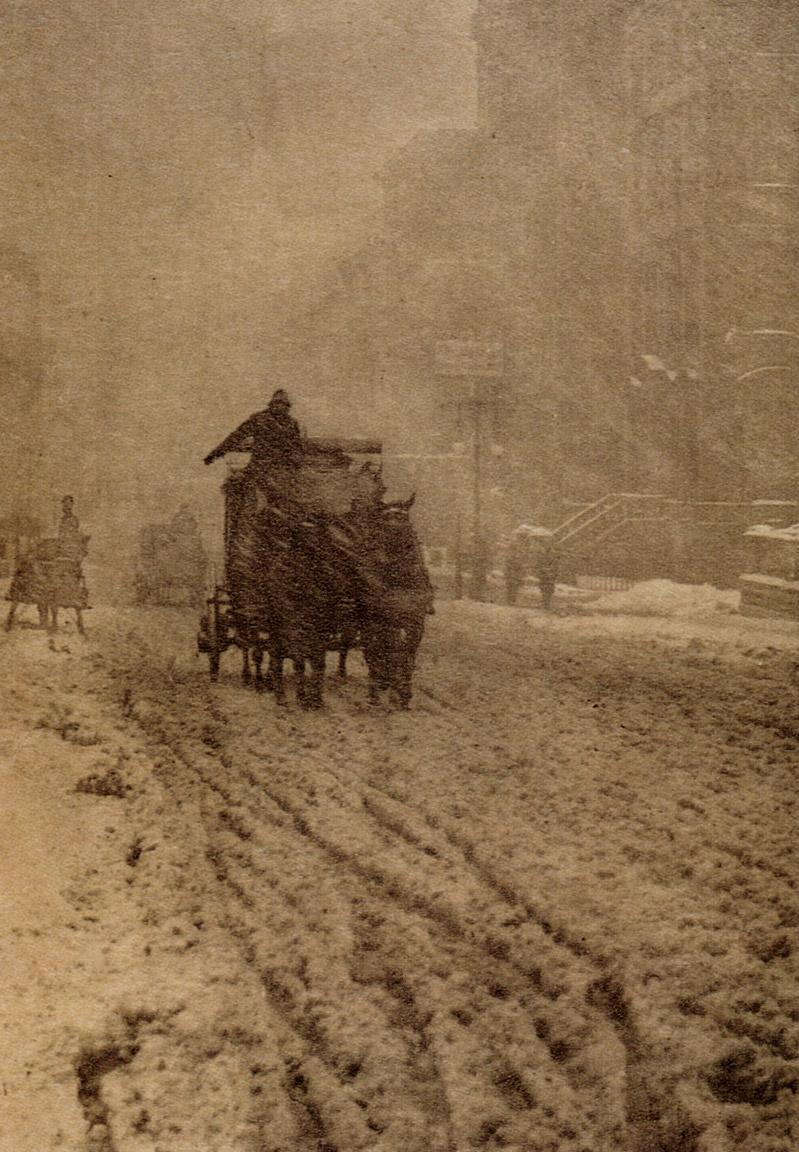
Альфред Стиглиц. Зима — Пятая авеню, Нью-Йорк. 1892.

Пикториализм 1880-х — 1910-х годов в большей степени был визуальным приёмом, ориентированным на живопись символизма, импрессионизма и модерна, нежели попыткой реконструировать живописный академический стиль. К 1880 году пикториальная фотография теряет свою литературную основу: сюжет становится не принципиален, нравоучительный пафос утрачивает своё значение, этический вектор заменяют эстетические приёмы .
В отличие от предыдущих периодов, классический пикториализм в большей степени связан с использованием технических приёмов — специальные объективы и особые методы печати и съёмки. Некоторые фотографы использовали различные технические трюки — например, капали в объектив масло для создания размытого изображения. В 1880—1910 годы складывается канонический образ пикториализма: обязательный мягкофокусный кадр, ориентированный на символистскую или импрессионистическую изобразительную доктрину.
Рубеж XIX—XX веков можно считать высшей точкой пикториального метода. Он связан с деятельностью таких мастеров как Альфред Стиглиц, Робер Демаши, Алвин Кобурн, Гертруда Кезебир, Эдвард Штайхен и другие. В этот же период создается несколько программных текстов, посвящённых пикториальной фотографии — в частности — «В чём разница между хорошей и эстетической фотографией» Робера Демаши (1899) , «Записки о художественной фотографии» Констана Пюйо (1896) или «Виды искусства фотографии» Констана Пюйо и Робера Демаши (1906). Одна из особенностей этого периода — активное участие в формировании движения фотографических художественных журналов (Camera Work, Amateur Photographer, The Linked Ring Papers), а также появление художественных организаций и объединений, построенных вокруг идеи пикториальной фотографии (The Linked Ring, Фото-Сецессион).

#### Поздний пикториализм
После 1915 года пикториальное движение идёт на спад. Модернизм и возникшие в его рамках художественные течения (фовизм, экспрессионизм, кубизм, футуризм) развивали искусство в его более радикальных формах. Меняются представления о художественном, изменение претерпевает сама идея красоты: принадлежность новому искусству подразумевает противостояние традиционной художественной форме, а не её сохранение. Пикториализм, напротив, изначально исходил из сохранения уже существовавшей художественной традиции и приобщения к ней. Концепция пикториальной фотографии пришла в противоречие с идеей нового искусства. На фоне модернистских художественных течений пикториализм выглядел слишком буржуазным — это сделало спорным его положение в художественной среде.

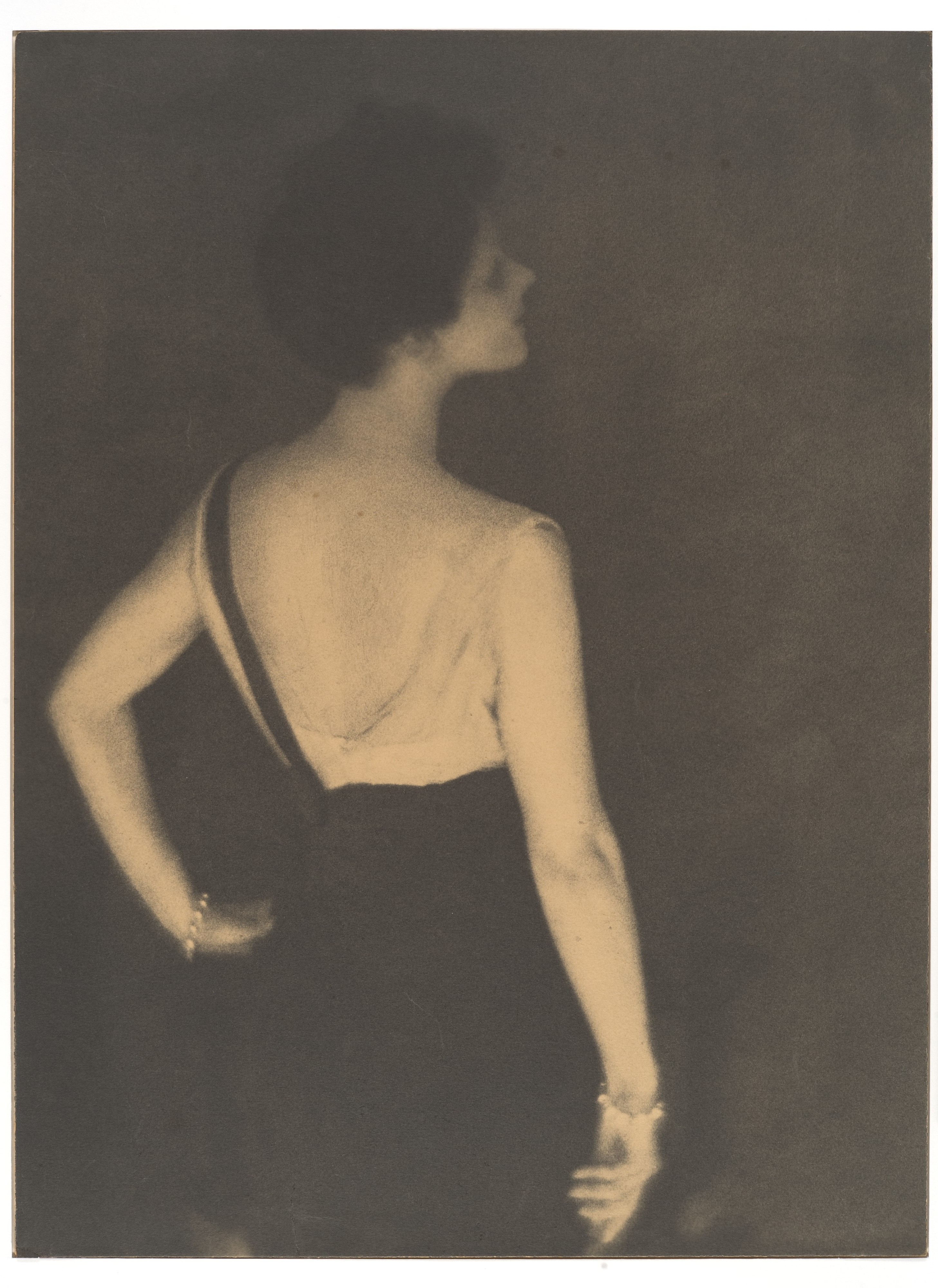
Адольф де Мейер. Рита де Акоста Людиг. 1917. Музей Метрополитен, Нью-Йорк.

Кроме того, происходят изменения и в рамках самого движения. Работы, созданные в рамках пикториальной традиции, становятся стандартными и посредственными. Пикториальные фотографы тиражируют уже освоенные ими приёмы, создавая скорее серийный, нежели исключительный художественный продукт. Качество пикториальной фотографии после 1915 года страдает от наплыва фотографов-любителей, которые примитивным образом пытаются использовать пикториальные приемы. В частности, это приводит к тому, что многие мастера художественной фотографии отказываются от использования пикториальных методов и отходят от пикториальной традиции. Среди фотографов, начинавших как пикториалисты и впоследствии отказавшихся от её художественных средств, — такие крупные мастера как Ансель Адамс, Имоджен Каннингем, Эдвард Штайхен, Эдвард Уэстон.
В 1917 году прекращает своё существование журнал Camera Work. В 1923 году с резкой критикой пикториализма выступает Пол Странд. До второй половины 1920-х годов пикториальная фотография сохраняет своё лидирующее положение на страницах модных журналов. Пикториальная модная фотография этого времени представлена именами Адольфа де Мейра и Эдварда Штайхена. После 1929 года и в сфере моды пикториализм вытесняют художественные приёмы новой фотографии.

#### Пикториализм после завершения движения
Несмотря на многообразие различных фотографических техник и, несмотря на критику, пикториальные методы оказались крайне устойчивыми. Несмотря на утрату лидирующего положения, их использование продолжалось на протяжении всего XX века и продолжается по сей день. Пикториальные приёмы и техники по-прежнему остаются одной из главных форм, связанных с представлениями о художественном, в том числе — в массовом сознании. После завершения классического периода, пикториальная фотография оказалась ориентирована, на использование визуальных приёмов — размытый кадр, мягкий фокус, которые в массовом восприятии часто ассоциировались с художественной нормой.
Современный пикториализм — течение, в котором можно обозначить два основных направления: внимание к пикториальным методам (живописный ориентир, мягкофокусный кадр), и интерес к ранним пикториальным техникам, связанный с попытками их реконструкции. Пикториальные приёмы фотографии не исчерпаны к настоящему моменту как с технической, так и с художественной точки зрения. Антагонистические способы создания изображения связаны с разнообразием понимания пикториального метода и различными способами его прочтения.
Пикториализм как набор технических и визуальных эффектов сохранил своё значение как в российской, так и в европейской фотографии. В частности, пикториальные мотивы использованы в работах Сары Мун и Сали Манн. Мотивы и приёмы пикториального изображения использаются в работах Андрея Чежина, Александра Китаева, Людмилы Таболиной, Георгия Колосова, Анатолия Ерина, Елены Скибицкой, Александра Громады и других.
В 1992 и 1997 годах в Центре фотографической культуры имени Н. П. Андреева в Серпухове при поддержке Союза фотохудожников России проходил Фестиваль пикториальной фотографии. В 2013 году в центре «РОСФОТО» состоялась выставка, посвящённая современной пикториальной фотографии.

## Критика пикториализма

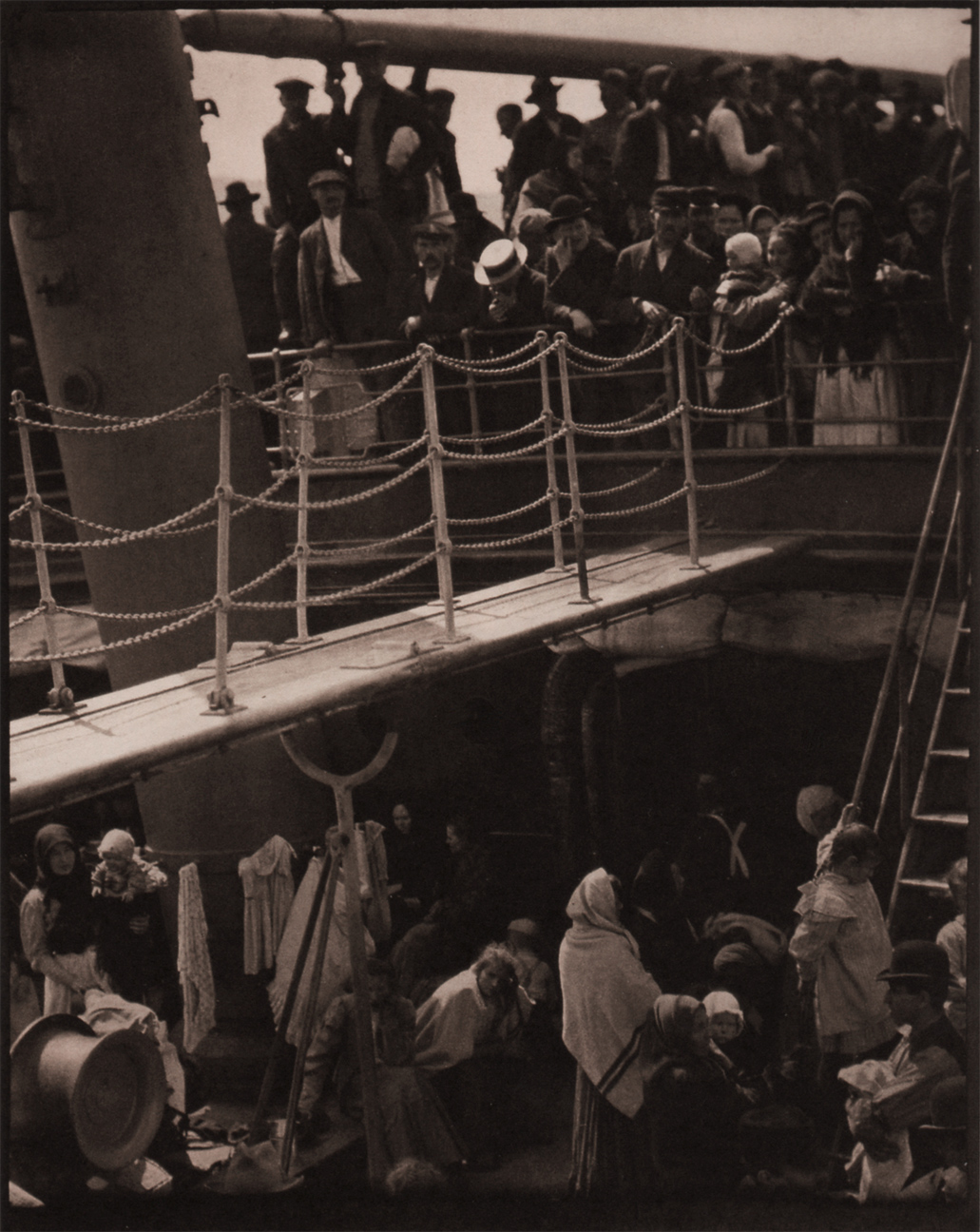
Альфред Стиглиц. Третий класс. 1907. Фотография Стиглица «Третий класс» считается одним из примеров раннего фотографического модернизма.

#### Пикториализм и документальная фотография
Развитие «живописного» фотографического метода привело к противостоянию пикториальной и так называемой документальной или прямой фотографии, которые с определённого момента развивались как антагонисты. Считалось, что пикториальная фотография сосредоточена на создании художественного эффекта, который делал её надуманной и недостоверной, излишне сосредоточенной на визуальных эффектах, и лишённой драматического содержания. С точки зрения сторонников пикториальной фотографии, документальная съёмка выглядела излишне резкой, лишённой гуманистического начала, а иногда — излишне спекулятивной. В частности, критическую оценку документальной и прямой фотографии давала Сьюзен Зонтаг, считая её одной из форм тенденциозного представления действительности. Зонтаг положительно отзывалась о фотографиях Альфреда Стиглица и Эдварда Штайхена, считая их выражением нового принципа красоты.

#### Пикториализм и фотографическая критика
В частности, с критикой пикториального метода выступал Пол Странд. В своей статье «Художественный мотив в фотографии», опубликованной в 1923 году, он отмечал, что пикториализм — это попытка представить фотографию тем, чем она не является и подражание живописи разрушает приёмы, возможные только в фотографии. Странд обращал внимание на то, что фотография — не наивное искусство, а образ жизни и что её задача — не столько сформировать собственный художественный почерк, сколько передать чувство жизни. Статья Странда — этапная работа, фактически ставшая итогом и положившая конец классическому пикториализму. Та же идея критики пикториальной фотографии была сформулирована в работе Эдварда Вестона «Фотография — Не пикториальное» (1930). Вестон считал пикториализм слабой имитацией плохого искусства и полагал, что задача фотографии — обнаруживать или создавать новый способ восприятия. Вестон полагал, что фотография не является формой живописи, поскольку она создаёт свои собственные правила. Сходный взгляд на фотографию высказывали и другие представители группы F/64.

## Пикториализм и проблема модернизма

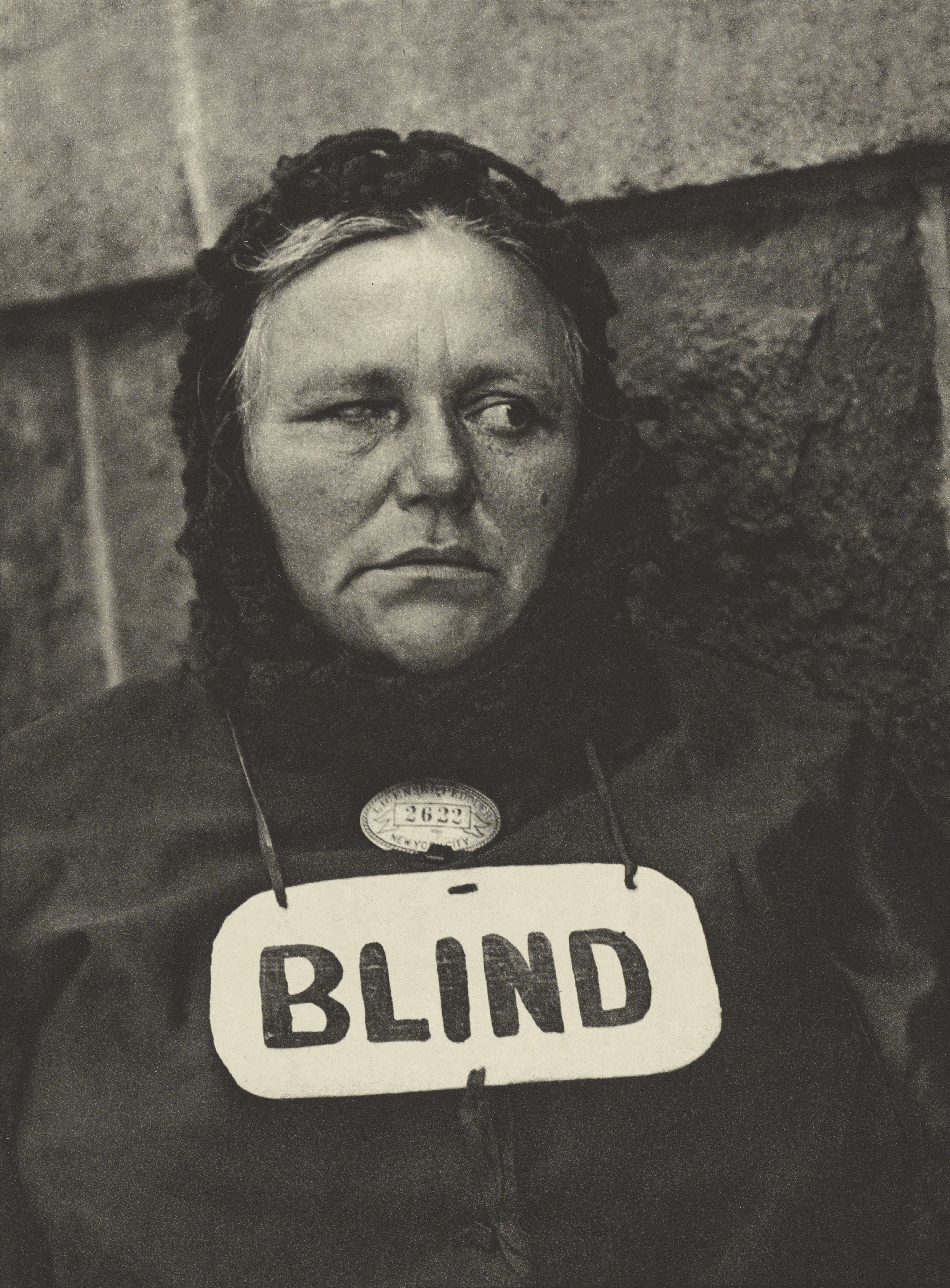
Пол Странд. Портрет слепой женщины. 1916. Странд был одним из протагонистов документальной фотографии.

Отношения пикториализма и модернизма складывались неочевидным образом. Сторонники пикториальной фотографии много сделали для признания фотографии художественным инструментом. В то же время, к моменту, когда это признание было достигнуто, художественный процесс уже определяли другие течения и стили: «новое ви́дение» и модернизм, а не символизм и модерн, на который ориентировались пикториалисты. И пикториализм, и живописный модернизм противостояли салонной традиции.
На фоне модернистских течений, пикториализм выглядел излишне наивным и буржуазным, он обнаруживал обывательское, а не художественное понимание красоты. Модернизм исходил из иного, нежели пикториализм, понимания красоты. Поэтому, несмотря на очевидную общность задач и целей (противостояние салонному искусству), пикториализм и модернизм, сформировались как антагонистические течения. Пикториализм сделал возможным признание художественного статуса фотографии, тем не менее, он сам утратил ключевое положение в художественной среде .
Несмотря на стилистический разрыв, вплоть до настоящего момента пикториальные приёмы используются в рамках новой фотографии, ориентированной на радикальные тематические и визуальные решения. Пикториальные мотивы очевидны в некоторых работах и фотографических сериях Джоэла-Питера Уиткина и Роджера Баллена.

## Camera Work и фотографические журналы

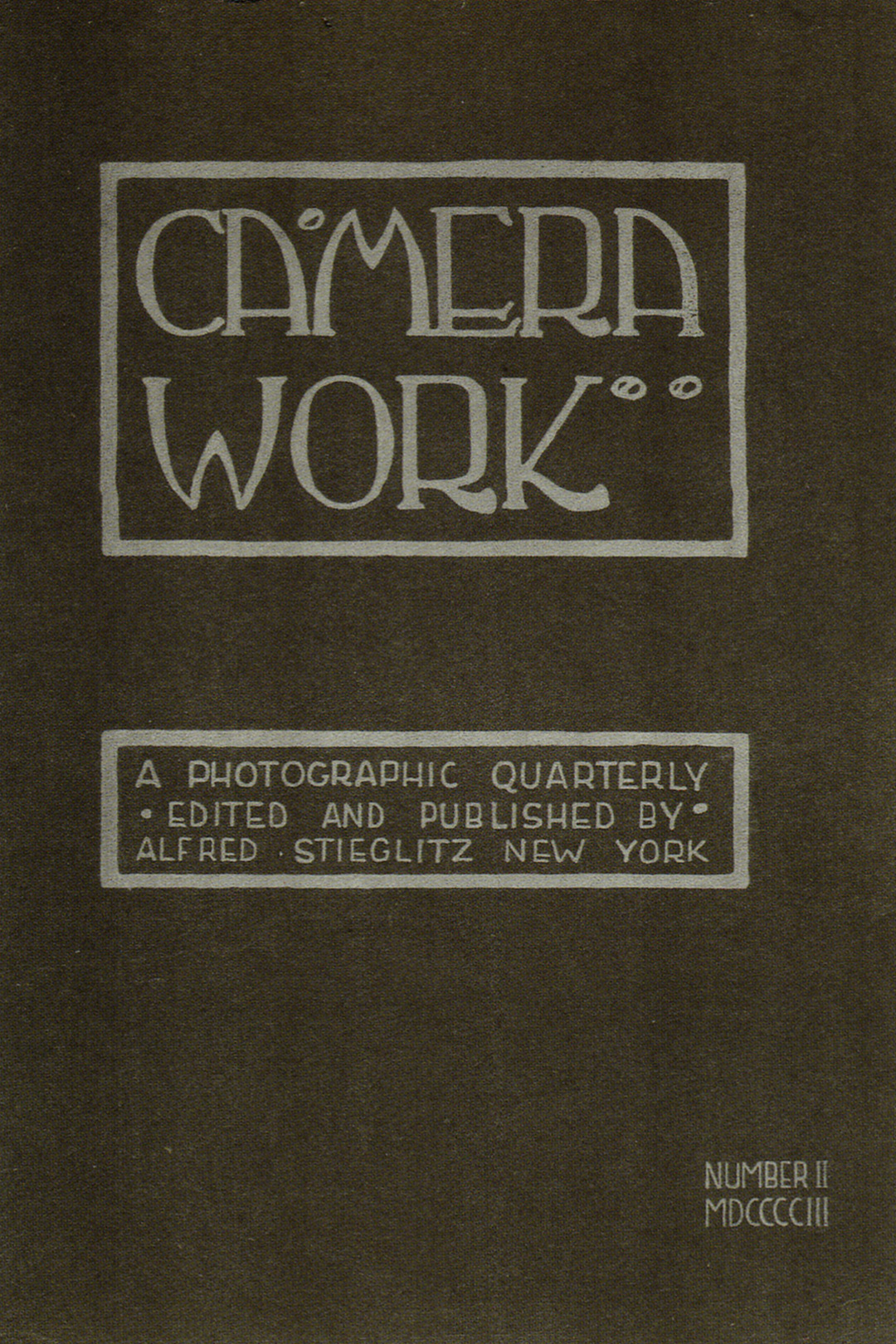
Обложка журнала Camera Work, 1903

Наиболее известным и важным изданием, на базе которого были продемонстрированы основные изобразительные принципы пикториализма, были издания Альфреда Стиглица: Camera Notes (1897–1903) и его продолжение Camera Work (1903–1917), вокруг которых сложилась программа и визуальные методы классического пикториализма. Благодаря появлению нового формата фотографического издания, частью пикториального метода стало соединение художественных принципов и любительской фотографии. Фотографические журналы одновременно способствовали развитию художественной программы и популяризации художественной идеи пикториализма. Основными периодическими изданиями, которые поддерживали пикториальное движение, принято считать следующие:
- Camera Work — фотографический журнал, издававшийся Альфредом Стиглицем с 1903 по 1917 г. Журнал выходил четыре раза в год и печатал фотогравюры, выполненные с оригинальных негативов. В предисловии к первому номеру Стиглиц писал: «Только примеры работ, которые дают образец индивидуальности и художественной силы, вне зависимости от школы или использованного художественного метода, найдут одобрение на этих страницах. Тем не менее, Пикториализм будет доминирующим стилем этого журнала»[75].
- Camera Notes — фотографический журнал, издававшийся с 1897 по 1903 годы американским фотографом Альфредом Стиглицем под эгидой нью-йоркского фотографического фотографического клуба. Издание Camera Notes непосредственно предваряет появление Camera Work. Многие идеи фотографического издания, впоследствии реализованные в Camera Work, возникли и были опробованы в Camera Notes.
- Photo-Graphic Art — американский журнал, издававшийся фотографом Робертом Диксоном в 1916—1917 годах. Официальный журнал объединения «Пикториальные фотографы Америки». На страницах журнала был опубликован манифест объединения «Пикториальные фотографы Америки».
- Amateur Photographer — издаётся с 1884 года. В разные годы журнал публиковал работы таких мастеров как Альфред Стиглиц, Мидоу Сатклиф и Дэвид Бэйли. Его номера рубежа XIX—XX века уделяли пристальное внимание пикториальной фотографии. Журнал существует по сей день.
- The Linked Ring Papers — ежегодное издание, издававшееся обществом The Linked Ring (Связующее кольцо). Издавался с 1896 по 1909 годы. На страницах журнала обсуждались теоретические и эстетические проблемы пикториализма.
- La Fotografía — фотографический журнал, издававшийся Антонио Кановой — фотографом и основателем Королевского фотографического общества в Мадриде. Журнал La Fotografía одним из первых в Европе и Испании представил фотографию как художественную систему.

## Организации и художественные объединения

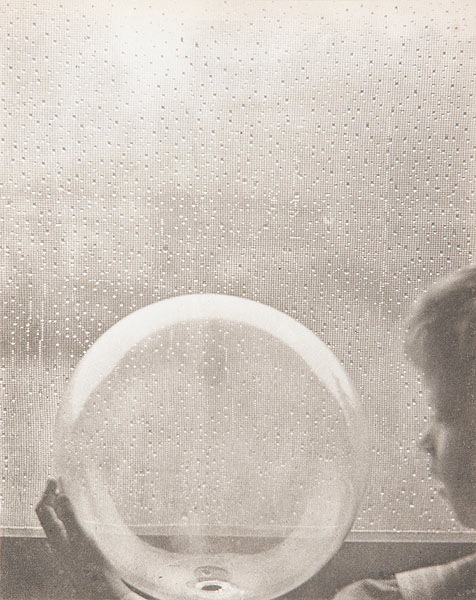
Кларенс Хадсон Уайт. Капли дождя, 1903. Опубликовано в журнале Camera Work, 1908.

Одна из особенностей пикториализма — активное формирование на его платформе различных художественных организаций и объединений. Вокруг пикториальной программы на рубеже XIX—XX веков в разных странах сложилось несколько художественных объединений . Их цель заключалась в поддержании пикториального метода и в представлении художественных возможностей фотографии. Среди пикториальных художественных объединений наиболее заметными и важными являются следующие.
- Связующее кольцо (The Linked Ring) или «Братство связующего кольца» (The Brotherhood of the Linked Ring) — общество, созданное в 1892 году фотографом Генри Пич Робинсоном, Георгом Дэвисоном и Анри ван дер Вейде [78]. Целью сообщества было не только использование технической стороны фотографии, но и утверждение её как формы искусства. Целью сообщества было «объединение тех, кто заинтересован в развитии высшей формы искусства, которой является фотография» [78]. В разные годы участниками «Связующего кольца» были Алвин Кобурн, Пол Мартин, Фрэнк Сатклиф, Фредерик Эванс, Джеймс Крэйг Аннан, а также американские фотографы Альфред Стиглиц и Кларенс Уайт.
- Фото-Сецессион (The Photo-Secession) — был основан Альфредом Стиглицем в 1902 году по образу и подобию британского «Связующего кольца» и по примеру европейских художественных Сецессионов второй половины XIX — начала XX века (Берлинский сецессион, Мюнхенский сецессион, Венский сецессион) [77]. Выставки Фото-Сецессиона проходили в «Маленьких галереях» (Little Galleries) на 5 авеню, изначально открытых Стиглицем для проведения выставок художественной группы. Участниками Фото-Сецессиона были Альфред Стиглиц, Эдвард Штайхен, Ежен Франк, Гертруда Кезебир, Кларенс Уайт, Алвин Кобурн, Мэри Девенс и т. д.
- Пикториальные фотографы Америки (Pictorial Photographers of America — PPA) — общество, основанное в 1916 году и объединившее таких фотографов как Кларенс Уайт, Алвин Кобурн и Гертруда Кезебир.
- Парижский Фотоклуб (Photo-Club de Paris) — основан в 1888 году, был объединением французских фотографов, стремящихся утвердить фотографию как искусство.[79] Его участниками были Констан Пюйо и Робер Демаши. С 1891 по 1902 годы Парижский фотоклуб издавал газету «Бюллетень Парижского Фотоклуба». Парижский фотоклуб прекратил своё существование в 1928 году.
- Real Sociedad Fotográfica de Madrid — испанский фотографический клуб, основанный в 1899 году. В 1901 году по инициаливе фотоклуба проходил Первый национальный конкурс фотографии.
- Japan Photographic Society — первое в Японии объединение профессиональной и любительской фотографии. Основано в 1889 году. Просуществовало до конца XIX века. Практически прекратило свою деятельность после 1896 года, как полагают, из-за банкротства Каджима Сейбея — одного из основателей, который осуществлял главную финансовую поддержку клуба.

## Техника

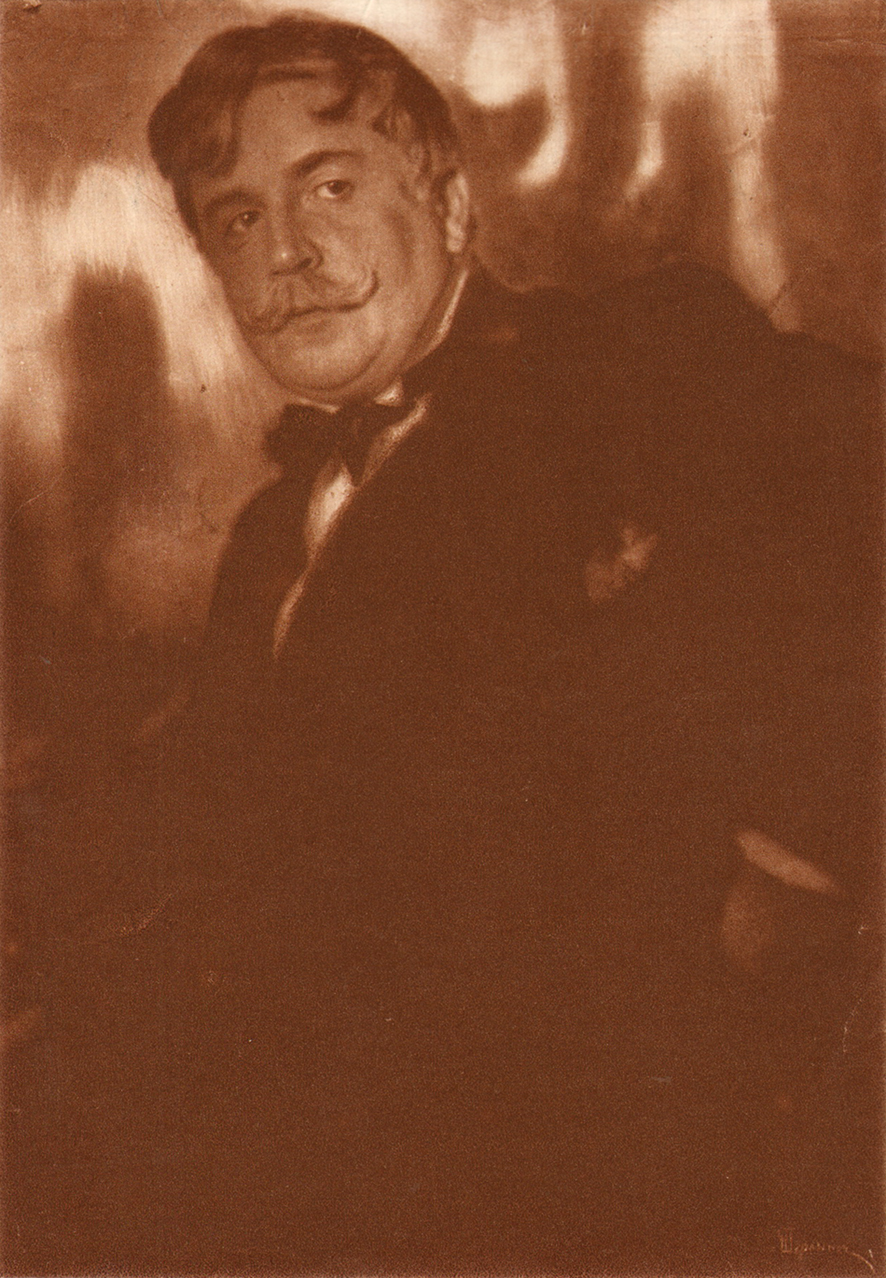
Мирон Шерлинг. Портрет Александра Головина, 1916

Для достижения пикториального эффекта фотографы используют и по сей день особые техники съёмки и печати: (мягкорисующие объективы, фильтры, обработка позитива бихроматами, солями серебра и др.). Считается, что можно говорить о существовании двух основных направлений пикториализма — оптического (связанного с применением мягкорисующих объективов, таких как монокль, перископ и др.) и технического (использующего специфические методы фотопечати). Стоит упомянуть, что с развитием техники творцы способны достигать пикториального эффекта на фотографиях при помощи различных графических редакторов по обработке растровых изображений как, например, Adobe Photoshop и Adobe Photoshop Lightroom.

## Пикториализм в России
Движение пикториализма в России шло вслед за европейским, оно получило широкое распространение во второй половине XIX в. Несмотря на свой приватный характер, российская школа пикториальной фотографии была одной из наиболее масштабных и сильных в Европе. На рубеже XIX и XX веков российские фотографы получали медали и призы на международных выставках фотографии. Среди имен, связанных с традицией русского пикториализма — Юрий Ерёмин, Алексей Мазурин, Сергей Лобовиков, Василий Улитин, Мирон Шерлинг, Соломон Юдовин и другие. С начала 1930-х гг. движение было подвергнуто идеологическому разгрому, а его наследие на несколько десятилетий оказалось выведено из художественного обихода. Самые ранние из представленных на берлинской выставке работ напоминают если не живопись, то графику конца XIX века. Андрей Карелин и Алексей Мазурин фотографировали читающих девушек в пышных платьях, дам, сидящих на залитой солнцем веранде или прогуливающихся по парку. Рядом – пейзажи, уместные в сборнике печальной лирической поэзии. Далеко не все фотографы в 1920-х годах старались добиться эффекта размытости и нечеткости. Изобразительный ряд Сергея Лобовикова, который снимал крестьян, – суховатый, плоский, минималистичный. Его фотоработы похожи на офорты. Следы ретуши можно обнаружить на многих снимках, но радикальнее всех исправлял, протирал и царапал Николай Андреев. Большая часть фотографий пикториалистов пропала, очень многое было уничтожено или потеряно, поэтому никакая выставка не может претендовать на репрезентативность. В 2011 году в Берлине прошла выставка, подготовленная Московским домом фотографии; немецкие критики высказали сожаление, что она содержала очень мало сопроводительного материала, и не приводила биографии художников, и комментарии к различным стилистическим фазам русского пикториализма.

## Основные представители
Списки даны в алфавитном порядке
Австралия
- Сесил Босток
- Харольд Казно
- Джон Кауфманн
- Анри Маллар
- Розе Симмондс
- Фрэнк Хёрли

Австрия
- Альфред Бушбек
- Ханс Ватцек
- Федерико Маллманн
- Чарльз Сколик
- Хуго Хеннеберг

Великобритания
- Джеймс Крейг Аннан
- Клементина Гаварден
- Георг Дэвисон
- Джулия Маргарет Камерон
- Джон Роберт Парсонс
- Оскар Густав Рейландер
- Генри Пич Робинсон
- Фрэнк Мидоу Сатклиф
- Сара Сирс
- Фредерик Эванс
- Питер Генри Эмерсон[англ.]

Германия
- Хайнрих Кюн
- Леонар Мизоне
- Георг Эммерих
- Гуго Эрфурт

Польша
- Ян Булгак

Россия
- Николай Андреев
- Юрий Ерёмин
- Александр Гринберг
- Сергей Иванов-Аллилуев
- Андрей Карелин
- Сергей Лобовиков
- Алексей Мазурин
- Николай Петров
- Анатолий Трапани
- Василий Улитин
- Мирон Шерлинг

США
- Элис Бутон
- Энн Бригман
- Элизабет Флинт Вайд
- Фред Холланд Дей
- Мэри Девенс
- Жозеф Кейли
- Гертруда Кезебир
- Роза Кларк
- Алвин Кобурн
- Жанна Рис
- Клара Сиппрель
- Эдвард Стайхен
- Альфред Стиглиц
- Карл Страсс
- Эва Уотсон-Шютце
- Кларенс Хадсон Уайт
- Рудольф Эйкмейер
- Фрэнк Юджин[англ.]

Франция
- Робер Демаши
- Пьер Дюброй[фр.]
- Эжен Лемер[фр.]
- Адольф де Мейер
- Марсель Мейс
- Констан Пюйо

Чехия
- Владимир Жиндрич Буфка[чеш.]
- Франтишек Дртиколь

Швеция
- Хенри Гудвин

Япония
- Огава Казумаса[яп.]
- Кадзима Сэйбей[яп.]

## Галерея

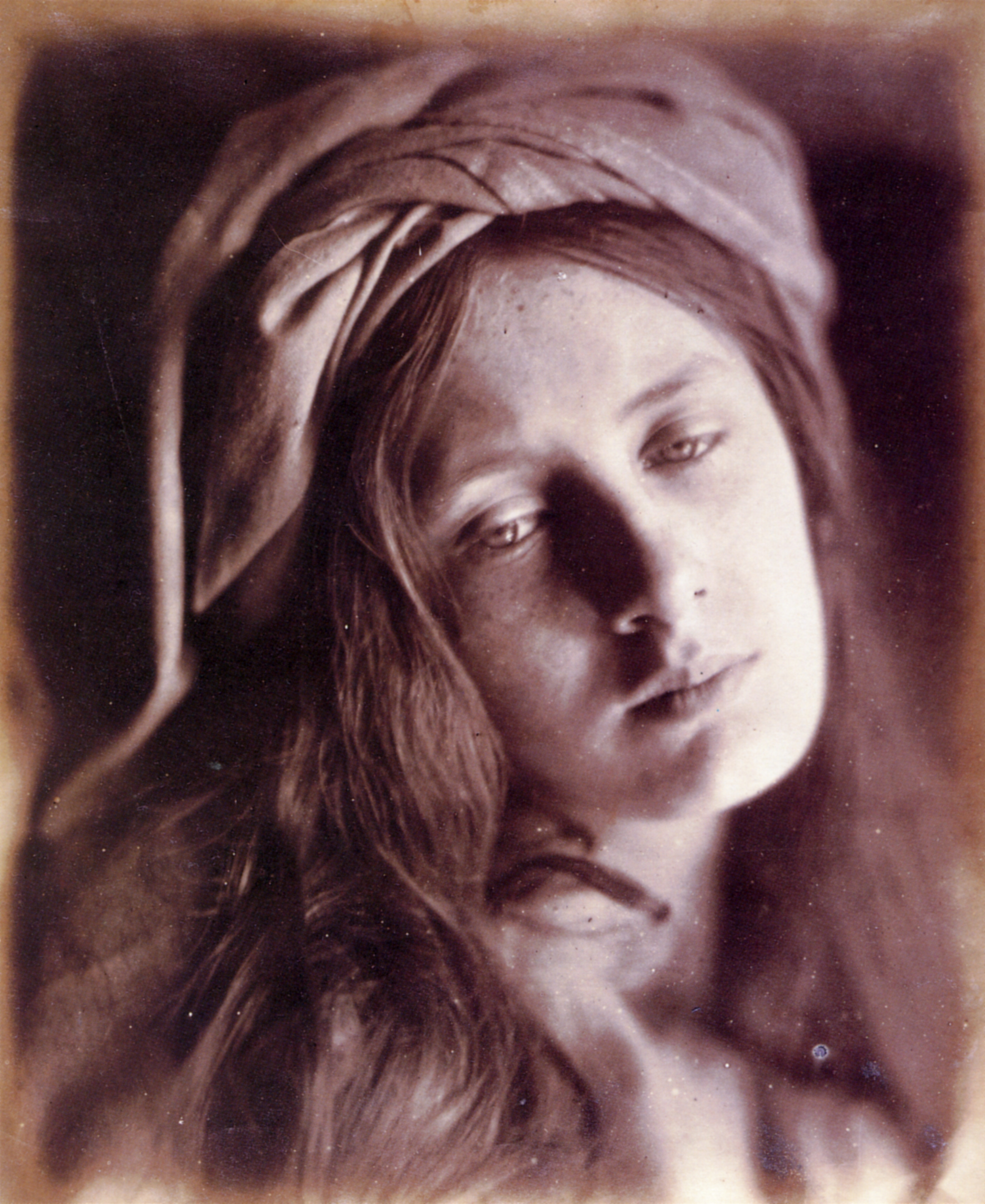
Джулия Маргарет Камерон. Беатрис Чени. 1866.
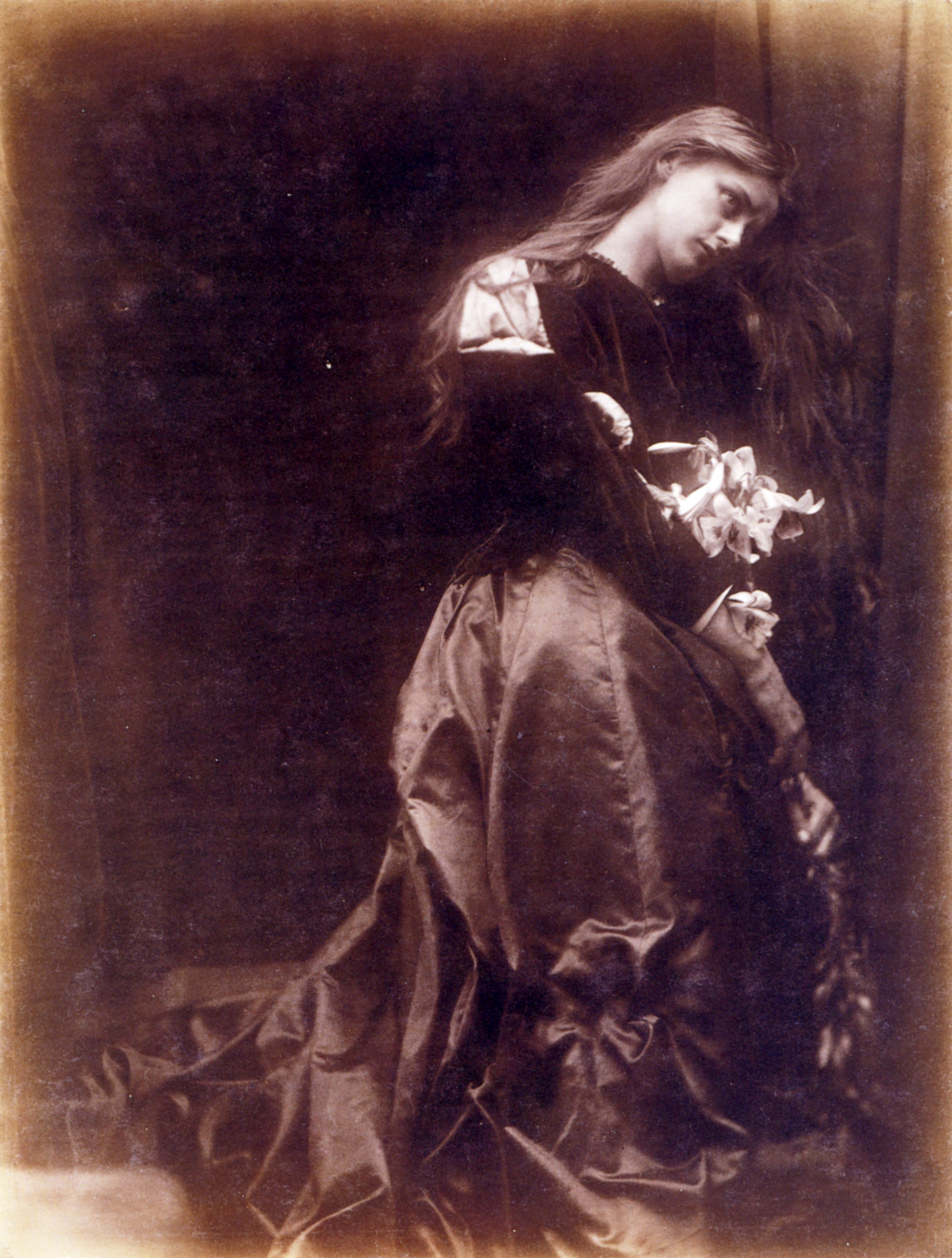
Джулия Маргарет Камерон. Гретхен. 1870.
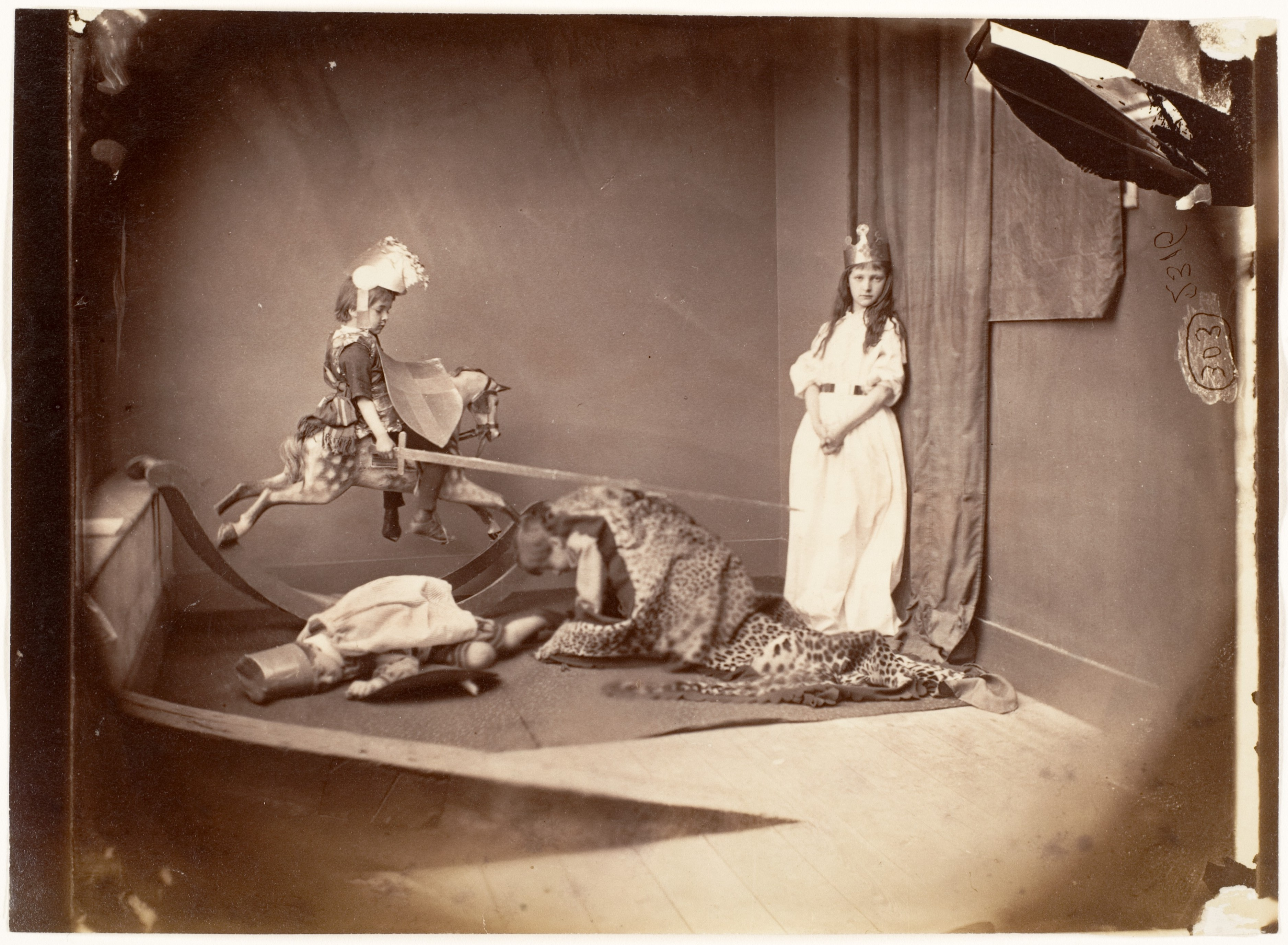
Льюис Кэрролл. ’’«Святой Георгий и дракон»’’. 1875.
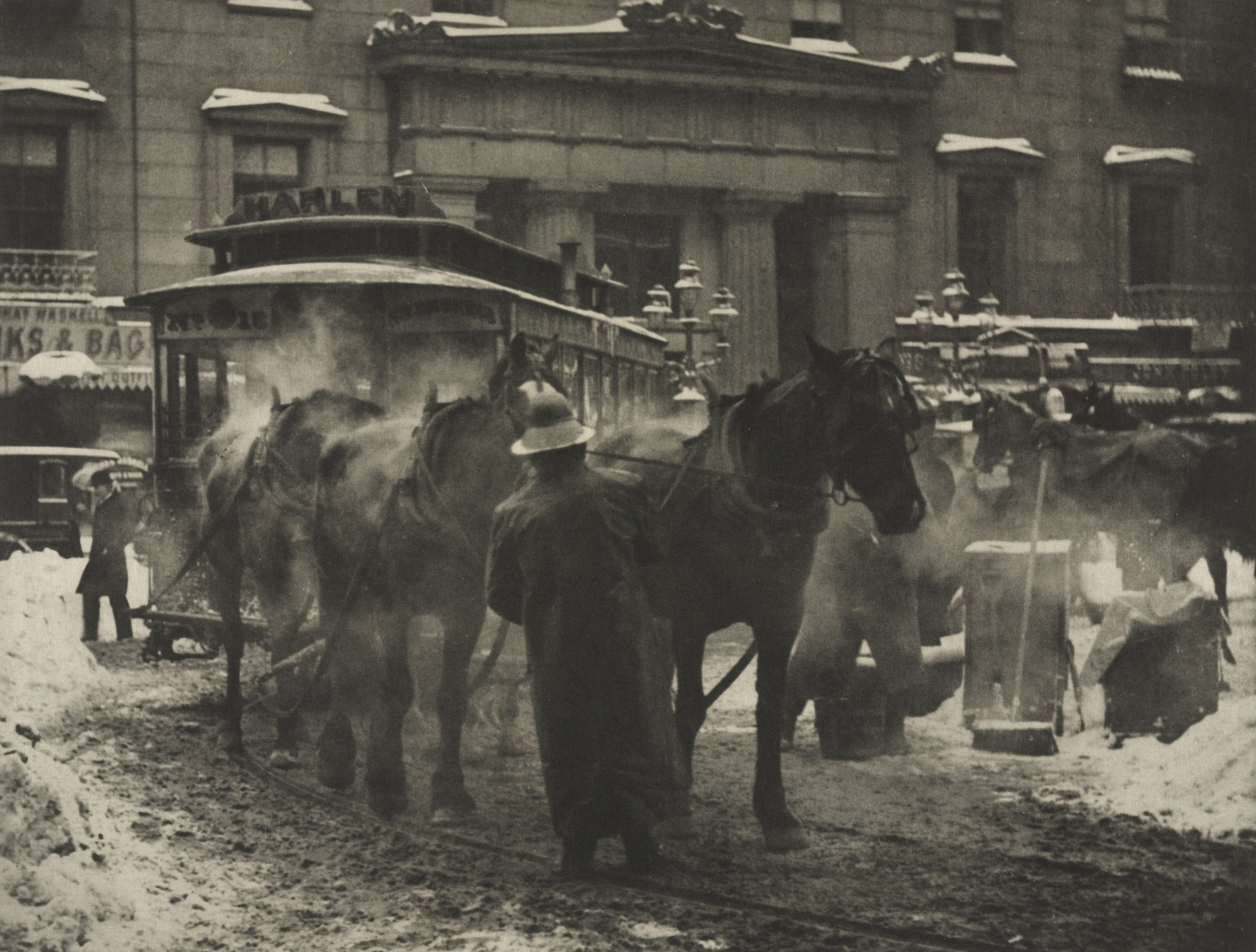
Альфред Стиглиц. Терминал. 1892
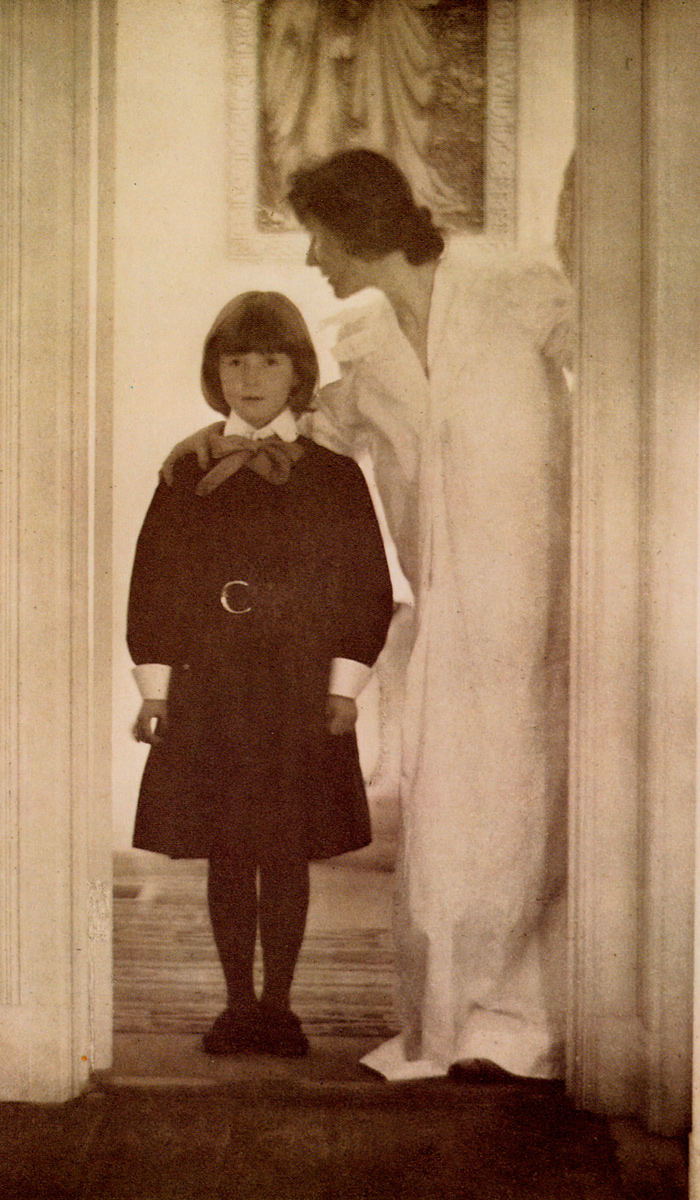
Гертруда Кезебир. Около 1900.
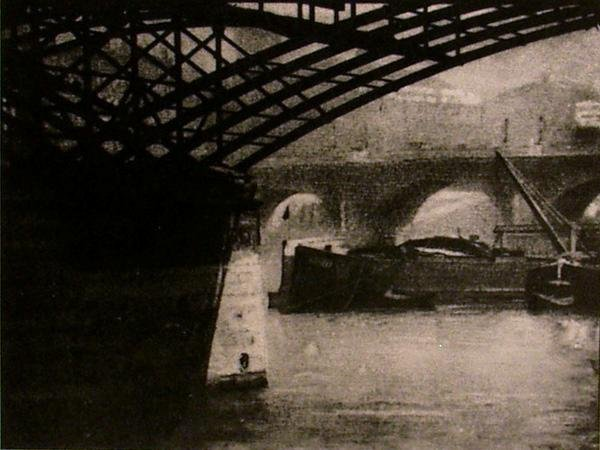
Робер Демаши. Мост. 1900.
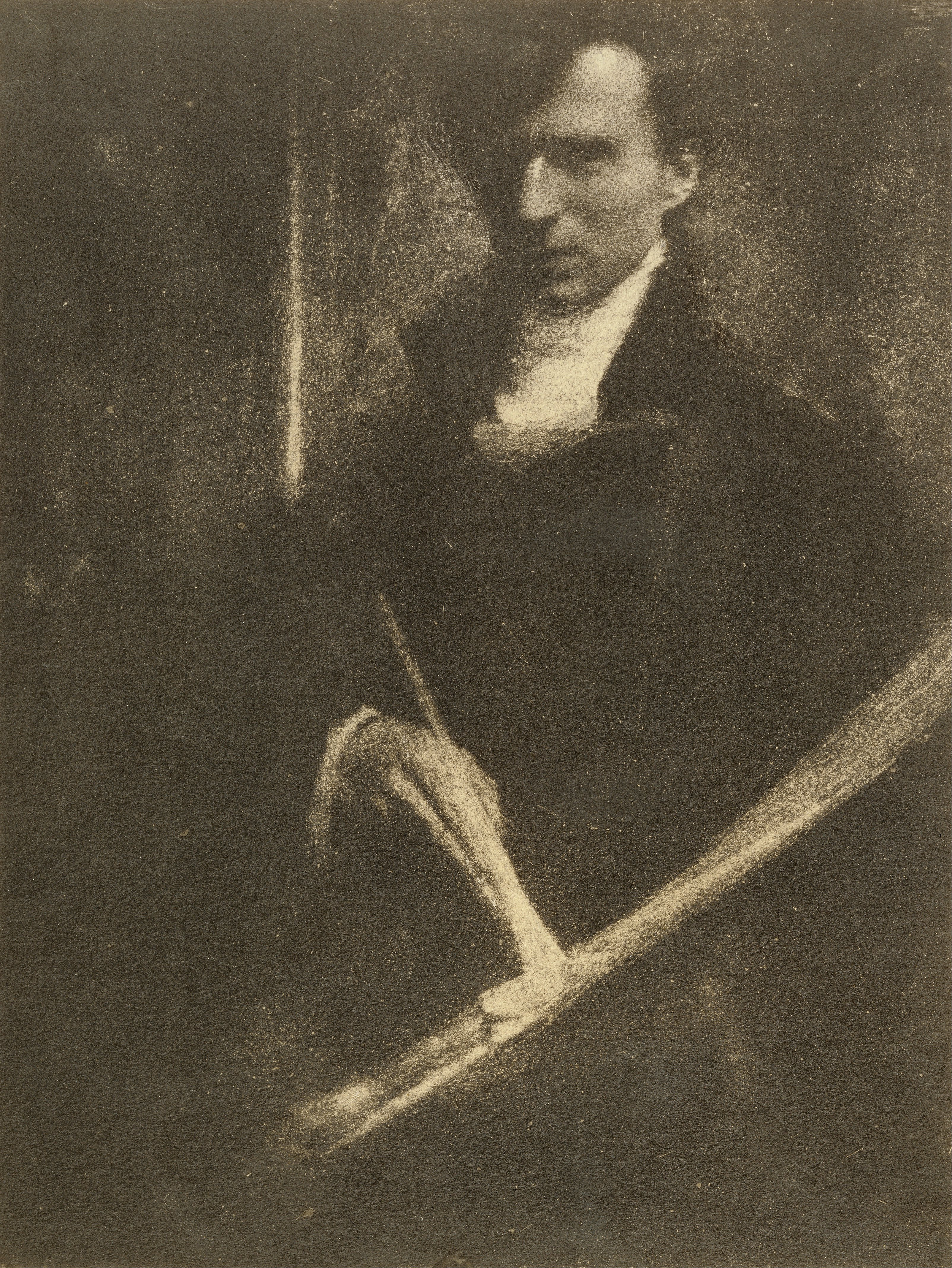
Эдвард Штайхен. Автопортрет. 1901.
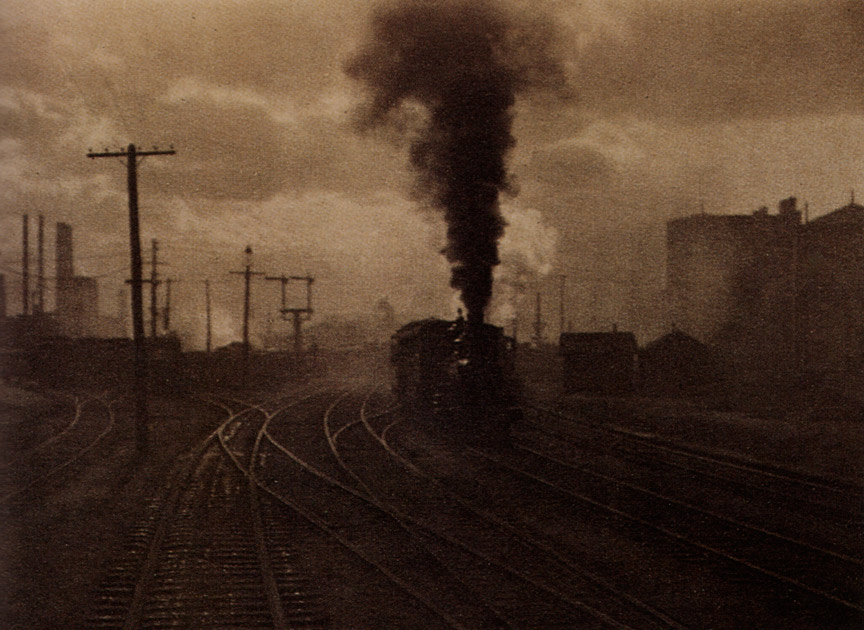
Альфред Стиглиц. Творение рук человеческих. 1902.
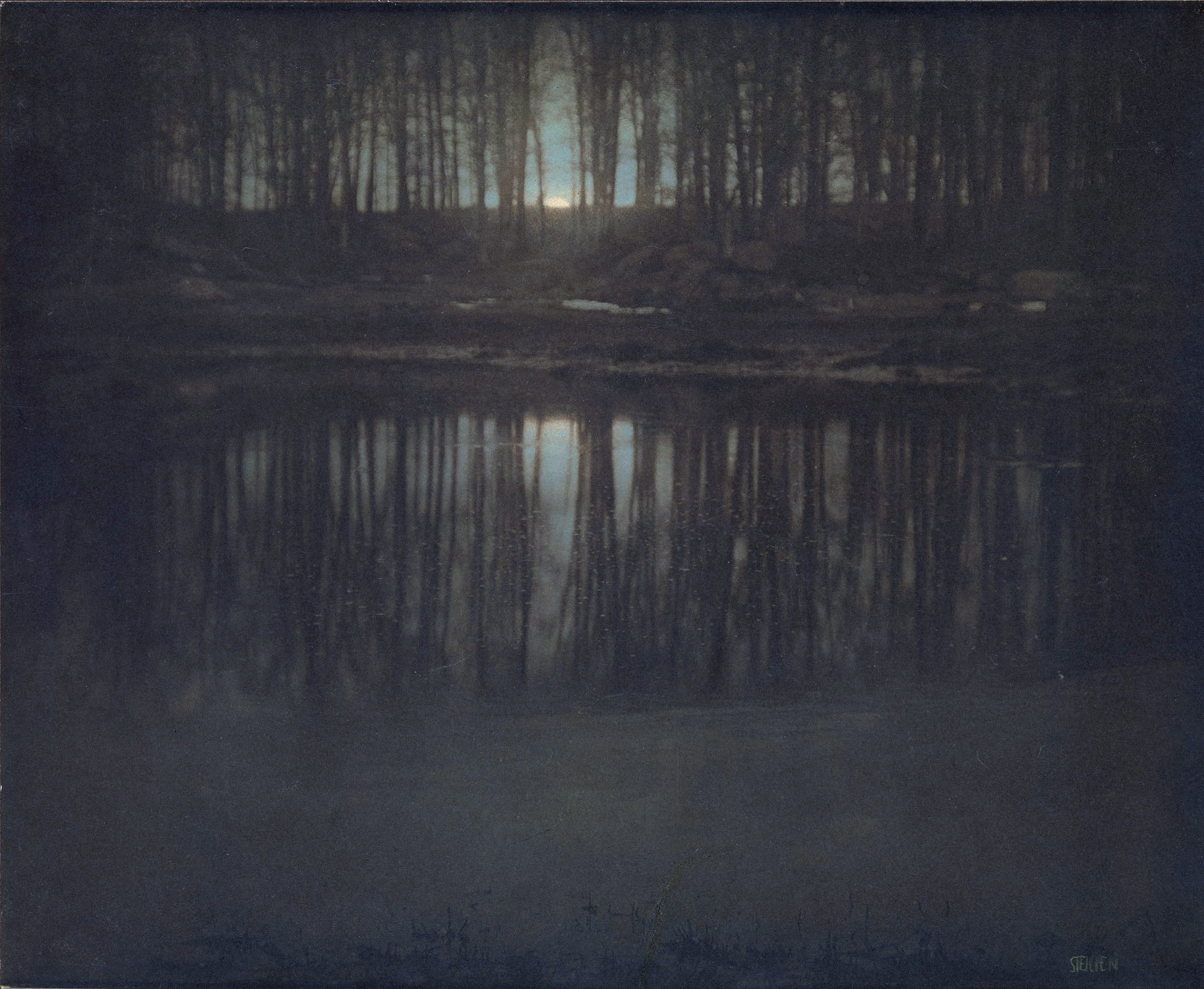
Эдвард Штайхен. Лунный свет. 1904.
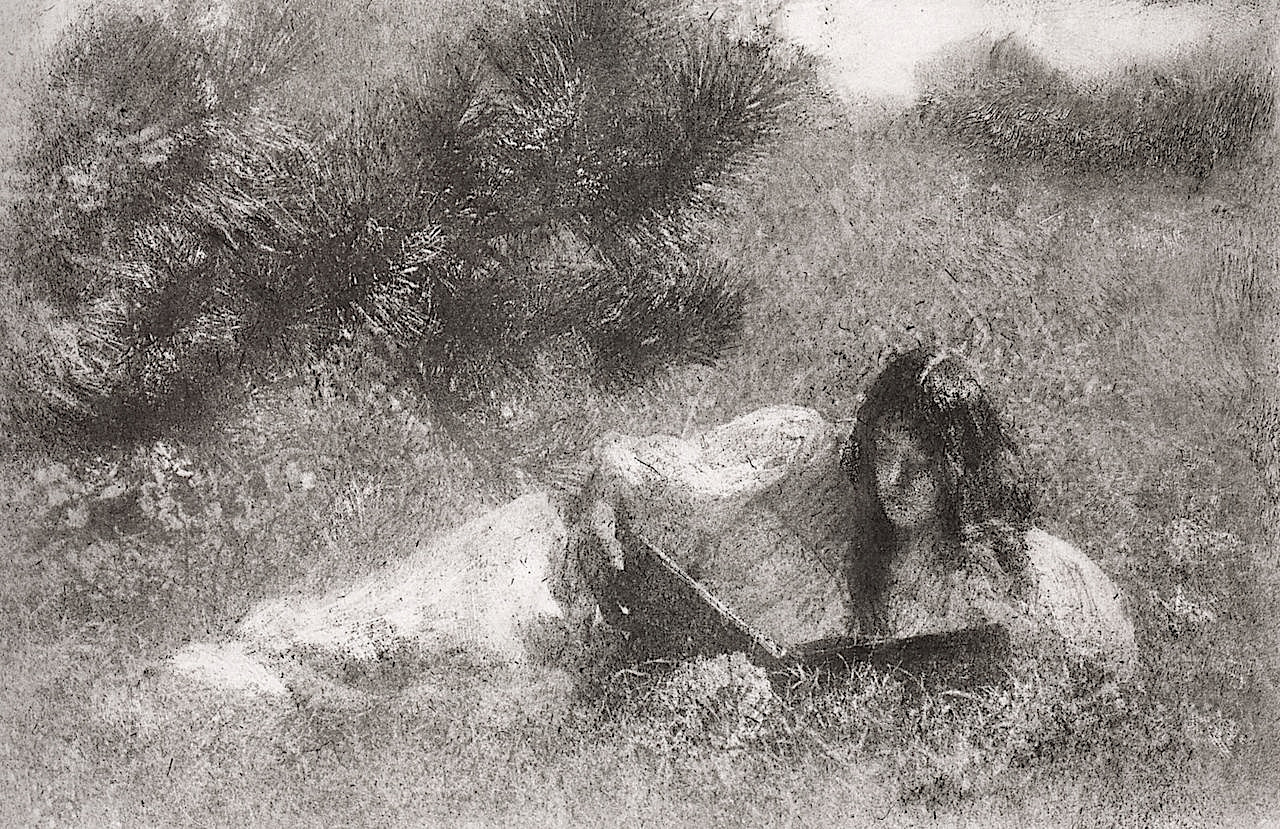
Робер Демаши. В траве. 1911.